# Lleyton Hewitt
Lleyton Glynn Hewitt (ur. 24 lutego 1981 w Adelaide) – australijski tenisista. W latach 2001–2003, przez 80 tygodni był liderem rankingu światowego ATP.
W zawodowym tenisie zadebiutował w styczniu 1997 podczas Australian Open meczem z Sergim Bruguerą.
Zwyciężył w dwóch turniejach Wielkiego Szlema: US Open w 2001 oraz Wimbledonie w 2002. Dwukrotnie wygrywał kończący sezon Tennis Masters Cup (2001 i 2002). Pierwsze turniejowe zwycięstwo odniósł w Adelaide w 1998 roku, a ostatnie w lipcu 2014 roku w Newport. W sumie wygrał 30 zawodów z cyklu ATP World Tour w grze pojedynczej. Od połowy listopada 2001 roku do połowy czerwca 2003 roku był liderem rankingu ATP Entry, z wyjątkiem dwóch tygodni, kiedy prowadził Andre Agassi. W grze podwójnej wygrał 3 turnieje ATP World Tour, w tym US Open z 2000 roku.
Australijczyk jest zdobywcą Pucharu Davisa z 1999 i 2003 roku. Był również finalistą rozgrywek w 2000 i 2001 roku. Ponadto zwyciężył w Drużynowym Pucharze Świata w roku 2001 oraz był finalistą mikstowego Pucharu Hopmana z 2003 roku.
W 2021 został uhonorowany miejscem w Międzynarodowej Tenisowej Galerii Sławy.

## Kariera tenisowa

### Lata juniorskie
W gronie juniorów zadebiutował w styczniu roku 1996 podczas Australian Open. Pierwszy turniej w tej kategorii wygrał podczas austriackiego Fischer Junior Open w grze podwójnej. W tym samym roku zwyciężył w Młodzieżowych Mistrzostwach Świata, grając wspólnie z Nathanem Healeyem.
W 1997, w deblu odniósł kolejne turniejowe zwycięstwo, tym razem w rozgrywkach 21st Victorian Junior Championships na kortach twardych w Szwajcarii. Partnerem Hewitta był Nathan Healey. W kwietniu, w grze pojedynczej zatriumfował na Filipinach, w turnieju 8th Mitsubishi Lancer Int. Junior Champs of Philippines. W finale pokonał Wesleya Whitehouse’a 6:4, 6:3. W grze podwójnej wygrał (w parze z Healeyem) rozgrywki Japan Open Junior Championships w Tokio. W lipcu wygrał brytyjski LTA Int. Junior Championships, East Molesey w grze podwójnej.
Australijczyk najwyżej sklasyfikowany był w juniorskim rankingu singlistów na 17. pozycji (31 grudnia 1997), a klasyfikacji deblistów na 13. miejscu (31 grudnia 1997).

### Sezony 1997–1998
Pierwszy start Australijczyka w zawodowym Tourze miał miejsce podczas wielkoszlemowego Australian Open. Miał wtedy niespełna 17. lat i tym samym został najmłodszym tenisistą w historii Wielkiego Szlema. Najpierw przeszedł eliminacje, a w I rundzie zagrał z Sergim Bruguerą, z którym przegrał 3:6, 4:6, 3:6. W tym samym roku osiągnął finał australijskiego turnieju z serii ITF Futures (futures F4).
Pierwszy tytuł rozgrywek ATP World Tour Hewitt wywalczył w rodzinnym Adelaide w styczniu 1998 roku, pokonując po drodze m.in. Andre Agassiego 7:6, 7:6 oraz w finale 3:6, 6:3, 7:6 Jasona Stoltenberga. W Australian Open odpadł jak przed rokiem w I etapie. Tego roku po raz pierwszy wystąpił w turnieju rangi ATP Masters Series, najpierw w Indian Wells, a potem w Miami (przegrywał w I rundach). W październiku doszedł do finału rozgrywek z cyklu ATP Challenger Tour w Hongkongu. Mecz o tytuł oddał walkowerem Danielowi Nestorowi. Na koniec sezonu wygrał rozgrywki ATP Challenger Tour w Perth, pokonując w finale Marka Drapera 6:4, 6:4. Sezon ukończył blisko pierwszej setki rankingu światowego – był na 113. miejscu. Wraz z końcem roku szkoleniowcem Hewitta przestał być Peter Smith, a zastąpił go Darren Cahill.

### Sezon 1999
W nowym sezonie Australijczyk osiągał kolejne sukcesy. Najpierw po raz drugi z rzędu awansował do finału w Adelaide. Pojedynek o tytuł przegrał z Thomasem Enqvistem 6:4, 1:6, 2:6, a podczas Australian Open uzyskał II rundę. Na początku marca awansował do kolejnego finału w sezonie, w Scottsdale. Wcześniej pokonał nr 5. w rankingu, Patricka Raftera. W meczu o tytuł przeciwnikiem Hewitta był Jan-Michael Gambill, który wygrał rywalizację 7:6(2), 4:6, 6:4.
W maju tenisista australijski zdobył swój drugi tytuł, na twardych kortach w Delray Beach, pokonując w finale Xaviera Malisse’a 6:4, 6:7(2), 6:1. Tego roku zadebiutował również w paryskim Roland Garrosie, lecz przegrał w I rundzie z Martínem Rodríguezem 6:4, 4:6, 4:6, 6:4, 4:6.
W przygotowawczym do Wimbledonu turnieju rozgrywanym na kortach Queen’s Clubu Hewitt uzyskał półfinał, w którym nie sprostał trzeciemu zawodnikowi na świecie, Pete’owi Samprasowi. W samym Wimbledonie Hewitt doszedł do III rundy, gdzie uległ Borisowi Beckerowi 1:6, 4:6, 6:7(5). Ten sam rezultat powtórzył w US Open.
Podczas azjatyckiego tournée Australijczyk awansował do półfinału imprezy w Singapurze. Na dywanowych kortach w Lyonie awansował do finału, pokonując po drodze m.in. Rogera Federera. W pojedynku o mistrzostwo nie sprostał Nicolasowi Lapenttiemu przegrywając 3:6, 2:6.
Rok 1999 Hewitt skończył na 24. miejscu w rankingu ATP Entry System.

### Sezon 2000
Rok 2000 Hewitt zaczął wygrywając turniej w Adelaide. W finale zrewanżował się Thomasowi Enqvistowi za porażkę z 1999, zwyciężając 3:6, 6:3, 6:2. Hewitt osiągnął również finał w rozgrywkach deblowych. Będąc w parze z Sandonem Stollem przegrali decydujący o tytule mecz z parą Todd Woodbridge-Mark Woodforde. Drugi w sezonie triumf w singlu Hewitt odniósł w Sydney, wygrywając w finale z Jasonem Stoltenbergiem 6:4, 6:0. Z kolei w deblu ponownie uzyskał finał, ponownie tworząc parę z Sandonem Stollem. W finale po raz kolejny ulegli Woodbridge’owi i Woodforde’owi. W Australian Open doszedł do IV rundy, w której przegrał z Magnusem Normanem. W marcu Hewitt wygrał turniej w Scottsdale, pokonując w finale Tima Henmana 6:4, 7:6. We wcześniejszych etapach rozgrywek zdołał wyeliminować m.in. Marcelo Ríosa i Juana Carlosa Ferrero. Pierwszy półfinał turnieju kategorii ATP Masters Series Australijczyk osiągnął w Miami. Pojedynek o finał przegrał z Pete’em Samprasem.
Okres gry na nawierzchni ceglanej Hewitt rozpoczął od awansu do półfinału w Rzymie (porażka z Magnusem Normanem). We French Open dotarł do IV rundy, gdzie uległ Albertowi Coscie.
W czerwcu Hewitt wygrał turniej na kortach londyńskiego Queen’s Clubu, gdzie w finale pokonał Pete’a Samprasa 6:4, 6:4. Po tym triumfie Australijczyk przystąpił do Wimbledonu, jednak odpadł już w I rundzie, po porażce 3:6, 2:6, 5:7 z Janem-Michaelem Gambillem.
Podczas cyklu US Open Series Hewitt dotarł do półfinału rozgrywek w Indianapolis, gdzie w pojedynku o finał uległ Gustavo Kuertenowi. Australijczyk wystartował również w konkurencji debla i odniósł wraz Sandonem Stollem swoje pierwsze turniejowe zwycięstwo w karierze. W finale australijska para pokonała duet Jonas Björkman-Maks Mirny. Ostatni wielkoszlemowy turniej, US Open rozpoczął od zwycięstwa w czterech setach nad Andreasem Vinciguerrą. Przez dalsze etapy imprezy przechodził nie tracąc seta. W półfinale zmierzył się z Samprasem, który wynikiem 7:6(7), 6:4, 7:6(5) pokonał Australijczyka. Razem z Maksem Mirnym Hewitt wziął udział również w grze podwójnej i odniósł zwycięstwo w zawodach, pokonując w finałowym pojedynku 6:4, 5:7, 7:6(5) parę Ellis Ferreira-Rick Leach.
Pod koniec października Hewitt doszedł do półfinału rozgrywek w Bazylei (porażka z Federerem), a w listopadzie dotarł do finału turnieju halowego z serii ATP Masters Series w Stuttgarcie, gdzie przegrał z Wayne’em Ferreirą po pięciosetowej setowej walce 6:7(6), 6:3, 7:6(5), 6:7(2), 2:6.
Na koniec sezonu Hewitt zakwalifikował się do turnieju Tennis Masters Cup, w którym gra ośmiu tenisistów z najwyższym rankingiem w sezonie. Australijczyk został rozlosowany w grupie tzw. „Round Robin” z Maratem Safinem, Pete’em Samprasem oraz Àlexem Corretją. Australijczyk wygrał jedno spotkanie (z Safinem), a dwa pozostałe przegrał. Tym samym odpadł z rywalizacji w fazie grupowej.
Sezon Hewitt zakończył na 7. miejscu w rankingu Entry System.

### Sezon 2001
Nowy sezon Hewitt rozpoczął od awansu ćwierćfinału w Adelaide (porażka z Tommym Haasem). W Sydney Australijczyk obronił tytuł, pokonując w finale Magnusa Normana 6:4, 6:1. W Australian Open Hewitt doszedł do III rundy, eliminując wcześniej m.in. Haasa. Pojedynek o IV fazę przegrał 6:4, 1:6, 7:5, 2:6, 5:7 z Carlosem Moyą.
Na początku marca Australijczyk osiągnął półfinał imprezy w Scottsdale (porażka z Francisco Clavetem). W Indian Wells osiągnął półfinał, jednak w meczu o finał uległ Andre Agassiemu. W Miami powtórzył wynik z wcześniejszego sezonu docierając do półfinału, eliminując m.in. Nicolasa Lapenttiego oraz rozpoczynającego wówczas karierę Andy’ego Roddicka. O finał zagrał z Janem-Michaelem Gambillem, który wygrał rywalizację 7:5, 6:4.
Sezon gry na kortach ceglanych Hewitt zaczął od III rundy w Rzymie. Następnie awansował do półfinału rozgrywek w Hamburgu (porażka z Albertem Portasem). Wielkoszlemowy Roland Garros zakończył na ćwierćfinale, w którym lepszym od Australijczyka okazał się Juan Carlos Ferrero.
W czerwcu Hewitt wygrał dwa turnieje rangi ATP International Series, najpierw w Queen’s Clubie, pokonując w finale Tima Henmana 7:6(3), 7:6(3) (w półfinale był lepszy od Samprasa). Potem zwyciężył w holenderskim ’s-Hertogenbosch wygrywając w finale z Guillermo Cañasem 6:3, 6:4. Wimbledon Australijczyk ukończył na 1/8 finału przegrywając 6:4, 4:6, 3:6, 6:4, 4:6 z Nicolasem Escudé.
US Open Series Hewitt rozpoczął od II rundy w Monteralu, natomiast w Cincinnati uzyskał półfinał, w którym nie sprostał Patrickowi Rafterowi. Podczas US Open Hewitt wywalczył swój pierwszy wielkoszlemowy tytuł w singlu. Najpierw w trzech setach pokonał Magnusa Gustafssona, a w II rundzie stoczył pięciosetowy pojedynek z Jamesem Blakiem zakończony wynikiem 6:4, 3:6, 2:6, 6:3, 6:0. W dalszej fazie rozgrywek wyeliminował Alberta Portasa i Tommy’ego Haasa. W ćwierćfinale rozegrał kolejny pięciosetowy mecz, tym razem z Andym Roddickiem wygrywając 6:7(5), 6:3, 6:4, 3:6, 6:4, a w półfinale okazał się być lepszy od Jewgienija Kafielnikowa. W finałowym pojedynku Hewitt po raz kolejny w roku zmierzył się z Samprasem. Spotkanie zakończyło się zwycięstwem Hewitta 7:6(4), 6:1, 6:1. Po tym meczu Sampras powiedział o Hewicie:

„Ten dzieciak jest niewiarygodnie szybki. Żałuję mam już nogi starego człowieka. Przegrałem z wielkim mistrzem. Będziecie widzieć teraz Lleytona takim przez najbliższe 10 lat jakim widzieliście mnie.

Na początku października Australijczyk osiągnął finał turnieju Tokio. W meczu o tytuł pokonał Szwajcara Michela Kratochvila 6:4, 6:2.
Tegoż sezonu Hewitt po raz drugi zakwalifikował się do turnieju Tennis Masters Cup. W etapie zasadniczym zmierzył się z Andre Agassim, Patrickiem Rafterem i Sébastienem Grosjeanem, wygrywając wszystkie mecze. W półfinale wyeliminował Juana Carlosa Ferrero 6:4, 6:3, a w finale ponownie spotkał się z Grosjeanem, zwyciężając 6:3, 6:3, 6:4. Tym samym Hewitt jako pierwszy Australijczyk w historii wygrał te rozgrywki (wcześniej, w 1970 roku, w finale był jego rodak Rod Laver).
Dnia 19 listopada 2001 roku Hewitt został sklasyfikowany na 1. miejscu w rankingu światowym. Na szczycie listy znajdował się przez kolejne 75 tygodni. Po zakończeniu sezonu, w grudniu Hewitt zakończył współpracę z Darrenem Cahillem, a w jego miejsce funkcję trenera Australijczyka objął Jason Stoltenberg.

### Sezon 2002
Nowy sezon Hewitt rozpoczął od porażki w I rundzie Australian open z Alberto Martínem. Pod koniec lutego zwyciężył w San José. W półfinale pokonał Jana-Michaela Gambilla, a w finale Andre Agassiego 4:6, 7:6(6), 7:6(4). Kolejny triumf Australijczyk odniósł podczas turnieju ATP Masters Series w Indian Wells. Po drodze zdołał pokonać m.in. Gambilla, Enqvista, Samprasa, a w meczu finałowym 6:1, 6:2 Henmana. Podczas turnieju w Miami Hewitt osiągnął półfinał, w którym musiał uznać wyższość Rogera Federera.
Na ceglanych kortach w Monte Carlo Australijczyk odpadł z rywalizacji w I etapie. Podczas turnieju kategorii ATP International Series Gold w Barcelonie uzyskał półfinał, w którym uległ późniejszemu zwycięzcy imprezy, Gastónowi Gaudio. W Hamburgu Hewitt doszedł do ćwierćfinału (porażka z Maratem Safinem). Paryski French Open ukończył na 1/8 finału, gdzie przegrał z 17. tenisistą świata, Guillermo Cañasem.
Na nawierzchni trawiastej Hewitt raz trzeci z rzędu wygrał rozgrywki w Queen’s Clubie pokonując w finale 4:6, 6:1, 6:4 Tima Henmana. Drugi wielkoszlemowy tytuł Hewitt zdobył podczas Wimbledonu. Przez pierwsze cztery rundy przeszedł bez straty seta. W ćwierćfinale wygrał 6:2, 6:2, 6:7(5), 1:6, 7:5 ze Sjengiem Schalkenem, a w półfinale pokonał 7:5, 6:1, 7:5 Tima Henmana. W decydującym o mistrzostwie meczu przeciwnikiem Australijczyka był David Nalbandian. Spotkanie zakończyło się wynikiem 6:1, 6:3, 6:2 dla Hewitta. Tym samym został pierwszym Australijczykiem, który wygrał rozgrywki wielkoszlemowe na kortach trawiastych od czasów Pata Casha, który triumfował w 1987 roku. W trakcie wręczania pucharu Hewitt oświadczył:

„To niesamowite uczucie. Kiedy dorastałem jako dziecko w Australii zawsze marzyłem że któregoś dnia będę grał o ten puchar i widziałem Pata Casha robiącego to 15 lat temu i w końcu wykorzystującego szansę dokonania tego. Nie mogę uwierzyć jak grałem przez te dwa tygodnie.

Na twardych kortach w Cincinnati Australijczyk doszedł do finału. Po drodze pokonał m.in. Robby’ego Ginepriego bez straty gema (6:0, 6:0), Andre Agassiiego oraz Fernando Gonzáleza. W meczu o tytuł nie sprostał Carlosowi Moyi przegrywając 5:7, 6:7(5). Ostatni w sezonie wielkoszlemowy turniej, US Open, Hewitt zaczął od zwycięstwa w trzech setach nad Nicolasem Coutelotem. W III rundzie pokonał Jamesa Blake’a po pięciosetowym meczu 6:7(5), 6:3, 6:4, 3:6, 6:3. W podobnym stylu wyeliminował Junusa al-Ajnawiego. W półfinale zmierzył się po raz kolejny w sezonie z Agassim. Tym razem lepszy okazał się być Amerykanin, który wygrał pojedynek 6:4, 7:6(5), 6:7(1), 6:2. Do końca sezonu Australijczyk doszedł jeszcze do finału turnieju ATP Masters Series w Paryżu, w którym nie sprostał Maratowi Safinowi.
W listopadzie Hewitt po raz drugi wygrał turniej Tennis Masters Cup. W grupie rywalizował z Maratem Safinem oraz Carlosem Moyą i Albertem Costą. Swój mecz przeciwko Moyi przegrał, ale pozostałe zakończył zwycięstwem. W półfinale pokonał 7:5, 5:7, 7:5 Rogera Federera, a w meczu o tytuł Juana Carlosa Ferrero wynikiem 7:5, 7:5, 2:6, 2:6, 6:4.

### Sezon 2003
Kolejny zawodowy sezon Hewitt rozpoczął od 1/8 finału w Melbourne. Po drodze pokonał m.in. Radka Štěpánka, ale w meczu o ćwierćfinał nie sprostał Junusowi al-Ajnawiemu przegrywając 7:6(4), 6:7(4), 6:7(5), 4:6. Na początku marca wystartował w Scottsdale, gdzie osiągnął finał zarówno w singlu, jak i deblu. W grze pojedynczej pokonał w finałowym pojedynku Marka Philippoussisa, natomiast w grze podwójnej razem z Philippoussisem przegrali decydujący pojedynek z parą James Blake-Mark Merklein. Drugi tytuł w sezonie wywalczył w tym samym miesiącu na kortach w Indian Wells. Po drodze wyeliminował m.in. Junusa al-Ajnawiego i Jewgienija Kafielnikowa, a w samym finale byłego lidera światowego rankingu, Gustavo Kuertena.
Na nawierzchni ziemnej w Hamburgu Australijczyk doszedł do III rundy, a w wielkoszlemowym French Open osiągnął ten sam rezultat. Walkę o dalszą fazę turnieju przegrał 6:4, 6:1, 3:6, 2:6, 3:6 z Tommym Robredo.
Tuż przed sezonem na kortach trawiastych Jason Stoltenberg przestał być trenerem Hewitta. Jego miejsce zajął Francuz Roger Rasheed.
Zmagania o czwarty z rzędu tytuł w prestiżowym Queen’s Clubie Hewitt zakończył na ćwierćfinale, po porażce z Sébastienem Grosjeanem. Jako obrońca tytułu na kortach Wimbledonu uległ w I rundzie kwalifikantowi Ivo Karloviciowi. Został w ten sposób pierwszym obrońcą wimbledońskiego tytułu, który w następnym roku odpadł w pierwszej rundzie. Przed 2003 rokiem w całej historii Wimbledonu tylko raz zawodnik broniący tytułu odpadł w pierwszej rundzie – w 1967 Manuel Santana uległ Charliemu Pasarellowi.
Pod koniec lipca Hewitt doszedł do finału rozgrywek w Los Angeles, jednak w finale nie sprostał Wayne’owi Ferreirze. W US Open Australijczyk uzyskał ćwierćfinał. Wcześniej zwyciężył nr 11. w rankingu singlistów, Paradorna Srichaphana. Mecz o półfinał przegrał z późniejszym finalistą imprezy, nr 3. w klasyfikacji generalnej, Juanem Carlosem Ferrero 6:4, 3:6, 6:7(5), 1:6. Był to ostatni rozegrany przez Hewitta turniej ATP World Tour w sezonie.
Na koniec roku Australijczyk uplasował się na 17. pozycji w rankingu ATP Entry. W całym sezonie wygrał dwa turnieje (w Scottsdale i Indian Wells). Dnia 28 kwietnia 2003 stracił prowadzenie w klasyfikacji na rzecz Andre Agassiego. Po dwóch tygodniach powrócił na szczyt listy (12 maja 2003), jednak cztery tygodnie później – 16 czerwca 2003 został ponownie wyprzedzony przez Agassiego. Wtedy to po raz ostatni Hewitt zajmował pozycję lidera w zestawieniu najlepszych tenisistów.

### Sezon 2004

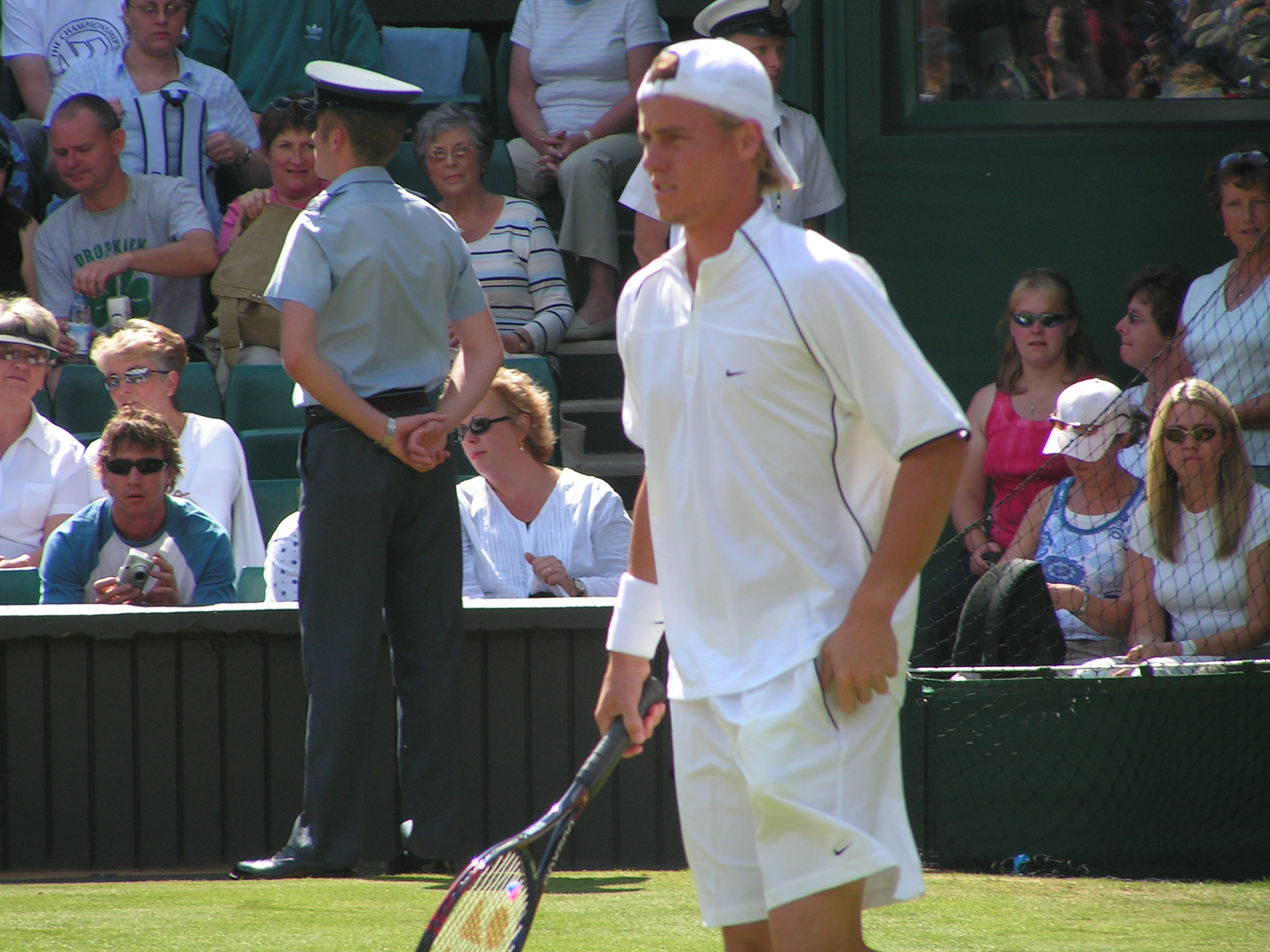
Lleyton Hewitt podczas Wimbledonu, 2004

Siódmy sezon w profesjonalnym Tourze Hewitt zainaugurował od zwycięstwa w turnieju na twardych kortach w Sydney. W finale pokonał Carlosa Moyę. Przy stanie 4:3 w pierwszym secie dla Australijczyka Moyà poddał mecz z powodu kontuzji. W Australian Open Australijczyk odpadł z rywalizacji w 1/8 finału po porażce z późniejszym triumfatorem imprezy, Rogerem Federerem. W połowie lutego Hewitt wygrał turniej ATP International Series Gold w Rotterdamie. W drodze po tytuł wyeliminował kolejno Fernando Gonzáleza, Thomasa Johanssona, Rainera Schüttlera, Tima Henmana, a w finale Juana Carlosa Ferrero.
Okres gry na nawierzchni ceglanej Hewitt zaczął od turnieju w Hamburgu, gdzie doszedł do półfinału. W pojedynku o finał uległ liderowi światowego rankingu, Rogerowi Federerowi. We French Open wyrównał swój najlepszy jak dotąd wynik – ćwierćfinał, który osiągnął wcześniej w roku 2001. Mecz, którego stawką był półfinał przegrał ze zwycięzcą całych rozgrywek, Gastónem Gaudio 3:6, 2:6, 2:6.
Sezon na kortach trawiastych Australijczyk zaczął od startu w Queen’s, gdzie uzyskał półfinał, w którym przegrał z Andym Roddickiem. Na trawiastych kortach Wimbledonu osiągnął ćwierćfinał, gdzie po raz kolejny w sezonie nie sprostał Federerowi. Spotkanie zakończyło się rezultatem 6:1, 6:7(1), 6:0, 6:4 dla Szwajcara.
Podczas cyklu turniejów wchodzących w skład US Open Series Hewitt wygrał dwa turnieje. Pierwsze zwycięstwo odniósł w Waszyngtonie, pokonując w finale 6:3, 6:4 Gilles’a Müllera. Drugi tytuł wywalczył w Long Island, gdzie w spotkaniu o tytuł wygrał z Luisem Horną 6:3, 6:1. Ponadto Australijczyk awansował do finału turnieju ATP Masters Series w Cincinnati, lecz w pojedynku o mistrzostwo nie sprostał Andre Agassiemu. W wielkoszlemowym US Open Hewitt uzyskał finał, nie tracąc po drodze seta. W decydującym spotkaniu zmierzył się z Rogerem Federerem. Pierwszego seta Hewitt przegrał do zera. W drugiej partii o końcowym wyniku seta zadecydował tie-break wygrany przez Federera 7:6(3). W trzecim, jak się okazało ostatnim secie Australijczyk ponownie przegrał do zera. Końcowy wynik konfrontacji to 6:0, 7:6(3), 6:0 dla Szwajcara. W Tokio Hewitt doszedł do półfinału, w którym uległ Jiříemu Novákowi, a w turnieju ATP Masters Series w Paryżu odpadł w ćwierćfinale z trzykrotnym zwycięzcą tych rozgrywek, Maratem Safinem.
Po roku nieobecności Hewitt wystąpił w zawodach Tennis Masters Cup. W meczach grupowych pokonał Carlosa Moyę i Gastóna Gaudio, a przegrał z Rogerem Federerem. W 1/2 finału wygrał pojedynek 6:3, 6:2 z Andym Roddickiem. Finałowe spotkanie rozegrał z Federerem, który wynikiem 6:3, 6:2 pokonał Australijczyka.
We wrześniu Hewitt powrócił do czołowej trójki światowego rankingu tenisistów. Plasował się tuż za Rogerem Federerem i Andym Roddickiem i tę pozycję utrzymał do końca sezonu.

### Sezon 2005

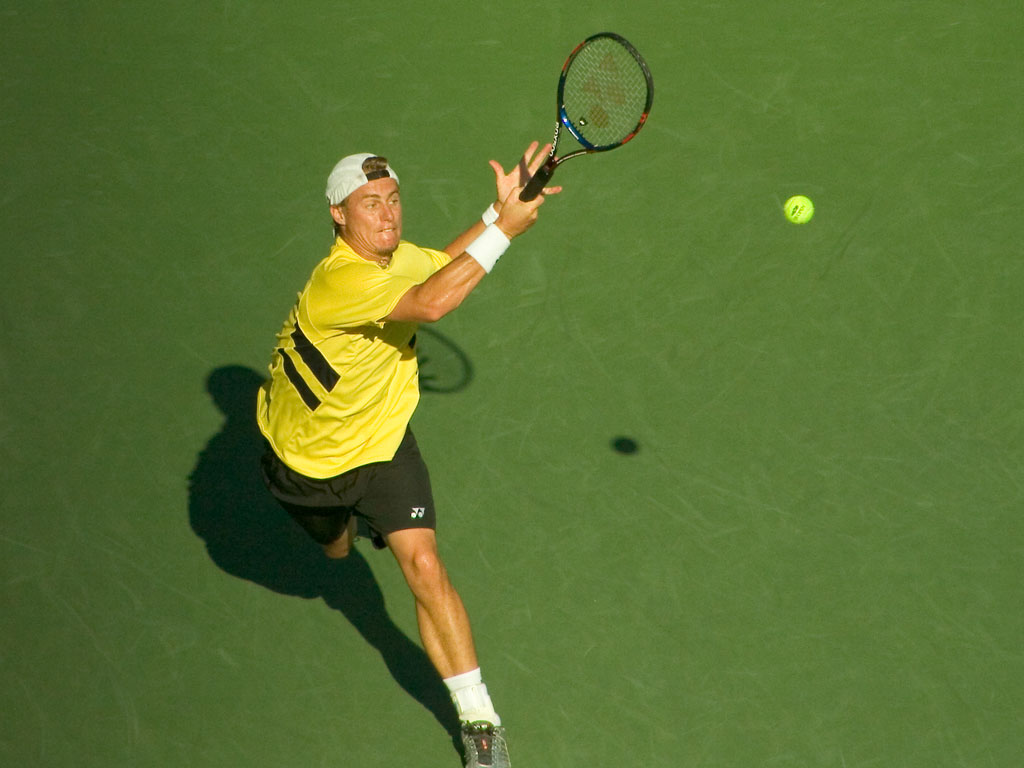
Lleyton Hewitt w turnieju US Open, 2005

Nowy sezon Hewitt rozpoczął od ćwierćfinału w Adelaide(porażka z Taylorem Dentem). W Sydney wygrał po raz czwarty w karierze. W finale zwyciężył z Ivo Minářem 7:5, 6:0. W Australian Open doszedł po raz pierwszy w karierze do finału. Najpierw pokonał w trzech setach Arnauda Clémenta. W kolejnej fazie wyeliminował Jamesa Blake’a, a w III rundzie Juana Ignacio Chelę. W 1/8 finału wygrał 7:5, 3:6, 1:6, 7:6(3), 6:2 z zajmującym wówczas 56. miejsce w rankingu ATP, Rafaelem Nadalem, a w ćwierćfinale pokonał 9. tenisistę świata, Davida Nalbandiana 6:3, 6:2, 1:6, 3:6, 10:8. W kolejnym etapie rozgrywek zmierzył się z rozstawionym z nr 2. Andym Roddickiem. Spotkanie zakończyło się zwycięstwem Hewitta 3:6, 7:6(3), 7:6(4), 6:1. Tym samym po 17 latach Australijczycy doczekali się swojego reprezentanta w finale turnieju. Ostatnim przedstawicielem gospodarzy w tej fazie rozgrywek był w roku 1988 Pat Cash, który przegrał wtedy z Matsem Wilanderem. Rywalem Hewitta w walce o mistrzostwo był Marat Safin. Mecz zakończył się wynikiem 1:6, 6:3, 6:4, 6:4 dla Safina. W marcu Hewitt awansował do finału imprezy w Indian Wells. Zanim doszedł do tej fazy rozgrywek, stoczył zwycięski pojedynek z Roddickiem, zakończony wynikiem 7:6(2), 6:7(3), 7:6(4). Mecz trwał ponad dwie i pół godziny, a główną przyczyną, dzięki której Hewitt okazał się być lepszy była skuteczność wygrywania piłek przy drugim serwisie – Australijczyk wygrał 63% piłek, przy 46% Roddicka. Finałowym przeciwnikiem Australijczyka był Roger Federer, który wygrał spotkanie w stosunku 6:2, 6:4, 6:4.
Z powodu kontuzji żebra Hewitt nie wystąpił we French Open. Do gry powrócił podczas turnieju na nawierzchni trawiastej w Queen’s Clubie, gdzie doszedł do ćwierćfinału, w którym zmierzył się z Ivo Karloviciem, z którym przegrał 6:7(4), 3:6. W Wimbledonie Hewitt awansował do półfinału, eliminując m.in. Taylora Denta oraz Feliciano Lópeza. W pojedynku o finał spotkał się z Federerem, który w trzech setach 6:3, 6:4, 7:6(4) pokonał Hewitta.
Na betonowej nawierzchni w Cincinnati Australijczyk osiągnął kolejny półfinał w sezonie, pokonując m.in. będącego na 7. miejscu w rankingu, Nikołaja Dawydienkę. W pojedynku o finał uległ Roddickowi 4:6, 6:7(4). US Open rozpoczął od wygranej w trzech setach nad Albertem Costą. W tym samym stosunku pokonał José Acasuso, a w kolejnym etapie zwyciężył w pięciu setach nad Taylorem Dentem. W 1/8 finału pokonał Dominika Hrbatego, a w ćwierćfinale stoczył kolejny pięciosetowy pojedynek zakończony zwycięstwem nad Jarkko Nieminenem. W półfinale spotkał się z Federerem, który wynikiem 6:3, 7:6, 4:6, 6:3 zapewnił sobie grę w półfinale. Ostatni turniej w jakim Hewitt brał udział sezonie miał miejsce w Bangkoku. Doszedł tam do ćwierćfinału, jednak uraz pachwiny spowodował rezygnację Australijczyka z kontynuowania rywalizacji w zawodach.
Od 31 stycznia do 18 lipca Hewitt był wiceliderem rankingu ATP, jednak ostatecznie sezon zakończył na 4. miejscu.

### Sezon 2006
Na początku nowego sezonu Hewitt uzyskał ćwierćfinał w Sydney (porażka z Andreasem Seppim). W Australian Open nie obronił punktów wywalczonych sprzed roku, odpadając w II rundzie z Juanem Ignacio Chelą. W lutym awansował do dwóch finałów rozgrywek ATP International Series, najpierw w San José, gdzie uległ Andy’emu Murrayowi 6:2, 1:6, 6:7(3), a potem w Las Vegas, przegrywając w decydującym pojedynku z Jamesem Blakiem 5:7, 6:2, 3:6.
Turniej im. Rolanda Garrosa Hewitt zakończył na IV rundzie, po porażce z Rafaelem Nadalem 2:6, 7:5, 4:6, 2:6.
Pierwszy turniej jaki Hewitt wygrał w sezonie odbył się w Queen’s Clubie. W drodze po tytuł pokonał odpowiednio w trzech setach Fernando Vicente, Maksa Mirnego. W ćwierćfinale okazał się być lepszy od nr 2. w zestawieniu najlepszych tenisistów, Rafaela Nadala. W półfinale wygrał z Timem Henmanem, a w finale pokonał nr 7. na świecie, Jamesa Blake’a 6:4, 6:4. Wimbledon Australijczyk rozpoczął od pokonania Filippo Volandriego. W II rundzie stoczył blisko czterogodzinny pojedynek z będącym wówczas na 102. miejscu w rankingu ATP, Lee Hyungiem-taikiem, zakończony zwycięstwem Australijczyka 6:7(4), 6:2, 7:6(6), 6:7(5), 6:4. W kolejnym etapie wygrał z Olivierem Rochusem, a w IV rundzie z Davidem Ferrerem. W ćwierćfinale przeciwnikiem Hewitta był Markos Pagdatis, który rezultatem 6:1, 5:7, 7:6(5), 6:2 zapewnił sobie udział w dalszej fazie rozgrywek.
Zawody w Waszyngtonie Hewitt ukończył na ćwierćfinale po porażce z Arnaudem Clémentem. Występ Hewitta w wielkoszlemowym US Open był niepewny z powodu kontuzji kolana jakiej doznał po turnieju w Waszyngtonie, jednak ostatecznie zdecydował się wziąć udział w imprezie. Dotarł tam do ćwierćfinału, w którym uległ Andy’emu Roddickowi 3:6, 5:7, 4:6. Jak się okazało był to ostatni w sezonie turniej ATP World Tour w jakim wystartował.
Sezon Hewitt zakończył na 20. miejscu w klasyfikacji generalnej.

### Sezon 2007

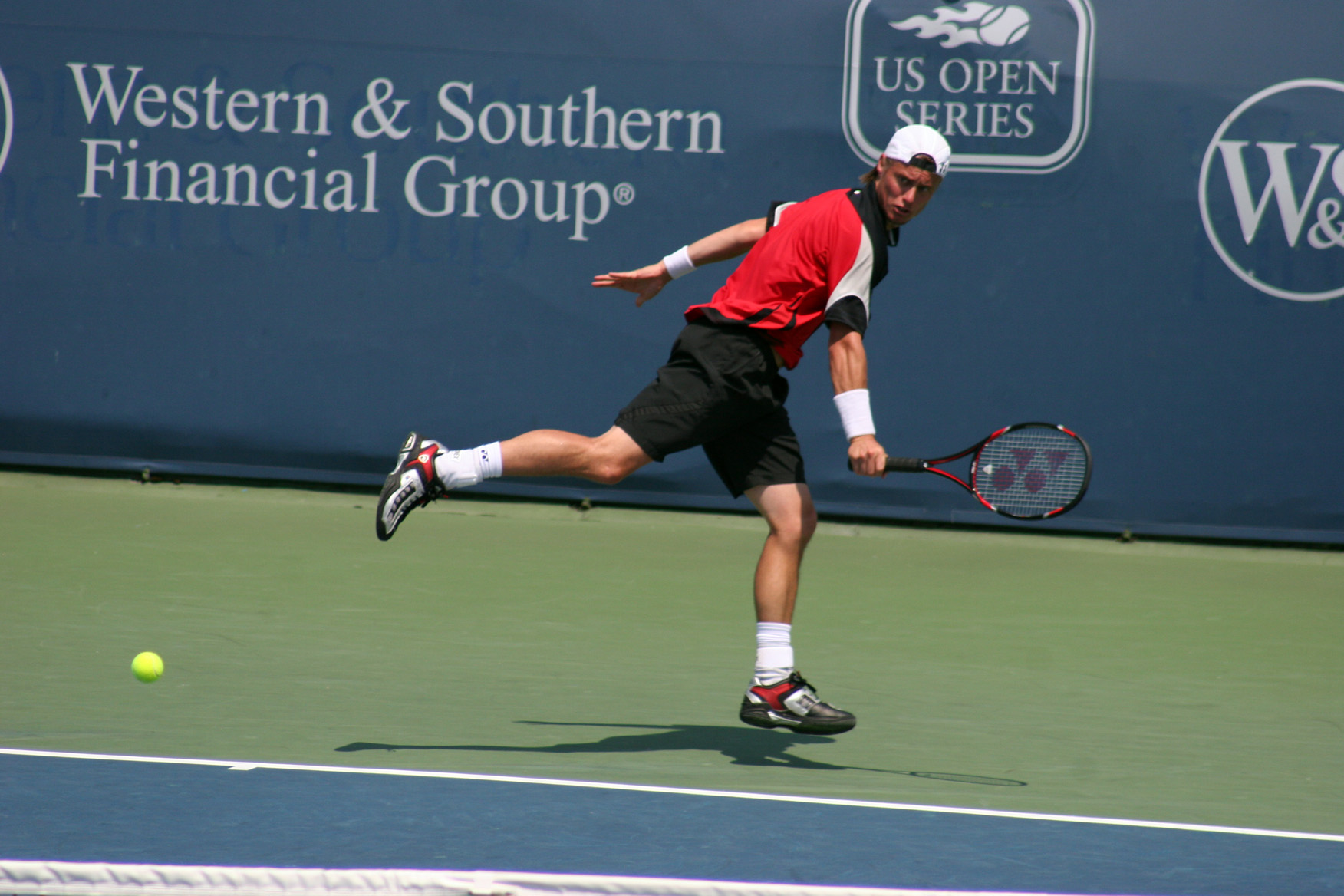
Lleyton Hewitt w Cincinnati, 2007

Na początku roku doszło do zmiany trenera w sztabie Australijczyka. Rogera Rasheeda zastąpił na tym stanowisku Scott Draper. Rok 2007 Hewitt rozpoczął od III rundy w Melbourne, pokonując Michaela Russella oraz Franka Dancevica, a przegrywając z Fernando Gonzálezem. Pierwsze w sezonie zwycięstwo odniósł na twardych kortach w Las Vegas, eliminując odpowiednio Vinca Spadeę, Thomasa Johanssona, Feliciano Lópeza, Marata Safina i w finale Jürgena Melzera.
W turnieju Masters Series Hamburg, rozgrywanym na nawierzchni ceglanej w Hamburgu Australijczyk doszedł do półfinału, pokonując m.in. nr 3. w światowym rankingu, Nikołaja Dawydienkę. Przeciwnikiem Hewitta w meczu o finał był drugi tenisista świata, Rafael Nadal, który wynikiem 2:6, 6:3, 7:5 pokonał Australijczyka. Kolejny półfinał Hewitt osiągnął w austriackim Pörtschach (porażka z Gaëlem Monfilsem). W wielkoszlemowym Roland Garrosie doszedł do 1/8 finału, gdzie na jego drodze ponownie stanął Nadal. Hiszpan wygrał rywalizację 6:3, 6:1, 7:6(5).
Podczas Wimbledonu Australijczyk osiągnął 1/8 finału. Pogromcą Hewitta w walce o dalszy etap rozgrywek był Novak Đoković, który wynikiem 7:6(8), 7:6(2), 4:6, 7:6(5) wygrał rywalizację.
W połowie lipca ponownie doszło do zmiany trenera Australijczyka. Piątym szkoleniowcem Hewitta w karierze został Tony Roche. US Open Series Hewitt zaczął od awansu do ćwierćfinału w Montrealu (porażka z Federerem). W Cincinnati doszedł do półfinału, jednak po raz kolejny na drodze Hewitta stanął Federer, który okazał się być lepszy od Australijczyka, zwyciężając 6:3, 6:4. Na kortach Flushing Meadows w I rundzie pokonał w trzech setach Amera Delicia. W kolejnym etapie zmierzył się z Agustínem Callerim, który wygrał pojedynek rezultatem 4:6, 6:4, 6:4, 6:2. Do końca sezonu Hewitt zagrał w dwóch ćwierćfinałach, najpierw w Mumbaju (porażka z Rainerem Schüttlerem), a potem w Tokio (porażka z Ivo Karloviciem).
Na koniec sezonu zajmował 21. pozycję w światowym rankingu ATP Entry.

### Sezon 2008
Rok 2008 Hewitt zainaugurował od startu w Adelaide, gdzie uzyskał ćwierćfinał (porażka z Jo-Wilfriedem Tsongą). W Australian Open w I rundzie pokonał Steve’a Darcisa. W dalszej fazie wyeliminował Denisa Istomina, oraz finalistę z 2006 roku, Markosa Pagdatisa. W meczu 1/8 finału zagrał z Novakiem Đokoviciem, który wygrał spotkanie 7:5, 6:3, 6:3 i jak się później okazało cały turniej. W marcu Hewitt awansował do IV rundy imprezy w Indian Wells (porażka z Mardym Fishem).
Drugi w sezonie wielkoszlemowy turniej, French Open, zaczął od zwycięstw w trzech setach nad Nicolasem Mahutem oraz Mardym Fishem, jednak w III rundzie przegrał 2:6, 6:3, 6:3, 3:6, 4:6 z Davidem Ferrerem.
W czerwcu wystartował w zawodach na trawiastych kortach Queen’s Clubu dochodząc do ćwierćfinału. W meczu o półfinał rozstawiony z nr 11. Hewitt zagrał z Novakiem Đokoviciem, który w dwóch setach 6:2, 6:2 wyeliminował Australijczyka. Podczas Wimbledonu Hewitt w I rundzie stoczył pięciosetowy pojedynek z Robinem Haasem, zakończony zwycięstwem Australijczyka 6:7(4), 6:3, 6:3, 6:7(1), 6:2. W II i III etapie w trzech setach wyeliminował Alberta Montañésa i Simone Bolelliego. W 1/8 finału przegrał z Rogerem Federerem.
Tego roku wystąpił również w igrzyskach olimpijskich w Pekinie. W I fazie pokonał Jonasa Björkmana, natomiast w II rundzie uległ Rafaelowi Nadalowi. Okazało się, że był to ostatni w sezonie turniej Hewitta. Doznał kontuzji biodra, która była na tyle poważna, że tenisista poddał się operacji.
Ostatecznie sezon zakończył na 67. miejscu w klasyfikacji generalnej.

### Sezon 2009

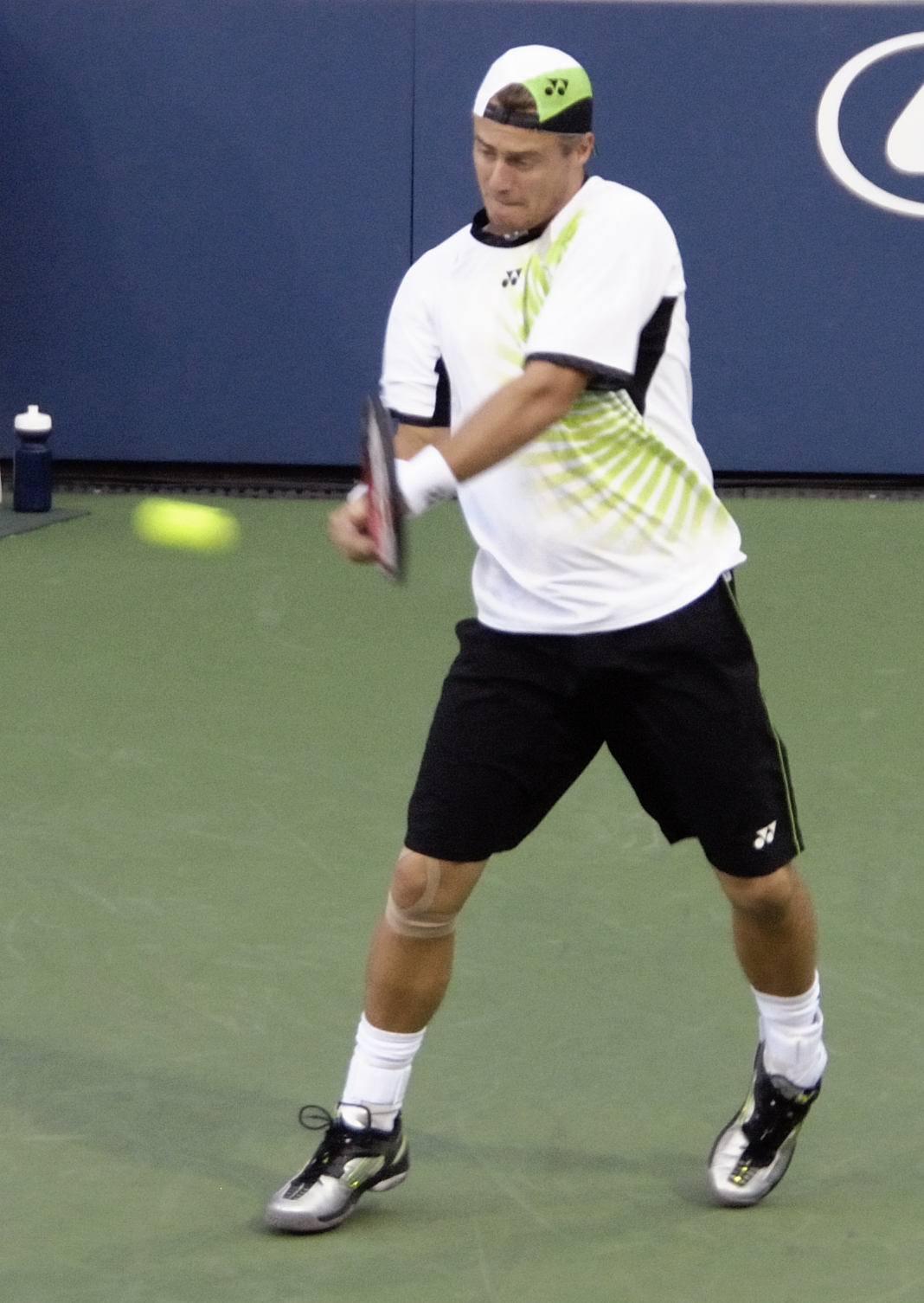
Hewitt podczas US Open, 2009

Nowy rok Australijczyk zaczął od turnieju w Sydney osiągając ćwierćfinał (porażka z Davidem Nalbandianem). W Australian Open przegrał swoje spotkanie w I rundzie z Fernando Gonzálezem 7:5, 2:6, 2:6, 6:3, 3:6. W połowie lutego Hewitt wziął udział w rozgrywkach na twardych kortach w Memphis. W I rundzie pokonał Jamesa Blake’a, w II fazie swojego rodaka Chrisa Guccione’a, a w ćwierćfinale Belga Christophe Rochusa. Mecz o finał przegrał z Andym Roddickiem 6:2, 6:7(4), 4:6. Podczas turniejów ATP World Tour Masters 1000 w Indian Wells i Miami odpadał z rywalizacji w II fazie.
Na początku kwietnia Hewitt wygrał swój 27 zawodowy turniej ATP World Tour, na ceglanych kortach w Houston nie tracąc seta. Po drodze pokonał odpowiednio Diego Junqueirę, Sergio Roitmana, Guillermo Garcíę Lópeza, Jewgienija Korolowa oraz w finale Wayne’a Odesnika. W Monachium uzyskał ćwierćfinał (porażka z Tomášem Berdychem). We French Open doszedł do III rundy. W I etapie po pięciosetowej walce pokonał Ivo Karlovicia 6:7(1), 6:7(4), 7:6(4), 6:4, 6:3, który w tym meczu zaserwował 55 asów. W II rundzie pokonał Andrieja Gołubiewa, jednak w dalszym etapie nie sprostał Rafaelowi Nadalowi (nr 1. na świecie), przegrywając 1:6, 3:6, 1:6.
Rozgrywki inaugurujące okres gry na nawierzchni trawiastej w Queen’s Clubie rozpoczął od zwycięstwa nad Eduardo Schwankiem. W II rundzie pokonał Frederico Gila, lecz w III rundzie uległ Andy’emu Roddickowi. Podczas wielkoszlemowego Wimbledonu Australijczyk pokonał w I rundzie Robby’ego Ginepriego. W dalszej fazie wyeliminował piątego zawodnika na świecie, Juana Martína del Potro oraz również w trzech setach Philippa Petzschnera. W 1/8 finału pokonał Radka Štěpánka (mimo że przegrywał w setach 0:2). W ćwierćfinale zmierzył się z dwukrotnym finalistą rozgrywek Andym Roddickiem. Trwający 3 godziny i 50 minut mecz zakończył się zwycięstwem Amerykanina 6:3, 6:7(10), 7:6(1), 4:6, 6:4.
W sierpniu Australijczyk nawiązał współpracę z Nathanem Healeyem i zarazem kończąc z Tonym Rochem. Cykl turniejów US Open Series Hewitt zaczął od występu na kortach w Waszyngtonie, dochodząc do III rundy (porażka z Juanem Martínem del Potro). W Montrealu przegrał w I rundzie z Juanem Carlosem Ferrero, natomiast w Cincinnati awansował do ćwierćfinału, w którym przegrał z Rogerem Federerem. Na kortach Flushing Meadows najpierw pokonał 6:0, 6:3, 6:4 Brazylijczyka Thiaga Alvesa, a w następnym etapie Juana Ignacio Chelę 6:3, 6:3, 6:4. W III fazie ponownie zagrał przeciwko Federerowi, przegrywając 6:4, 3:6, 5:7, 4:6.
Podczas azjatyckiego tournée Hewitt osiągnął półfinał rozgrywek ATP World Tour 500 w Tokio, gdzie nie sprostał Michaiłowi Jużnemu. Ostatni w sezonie turniej rozegrał w imprezie rangi ATP World Tour Masters 1000 w Szanghaju, eliminując w I rundzie Johna Isnera, a w kolejnej przegrywając z Gaëlem Monfilsem.
Rok zakończył na 22. pozycji w światowym rankingu tenisistów.

### Sezon 2010
Sezon 2010 Hewitt rozpoczął od turnieju w Sydney. W I rundzie rozgrywek miał wolny los i bezpośrednio przeszedł do dalszej fazy. W II rundzie wyeliminował Andreasa Seppiego. Mecz ćwierćfinałowy przegrał z Markosem Pagdatisem 6:4, 2:6, 3:6. W rozpoczynającym się w połowie stycznia Australian Open został rozstawiony z nr 22. W I, II i III rundzie pokonał bez straty seta Ricardo Hocevara, Donalda Younga oraz Markosa Pagdatisa. W meczu o ćwierćfinał spotkał się z Federerem. Spotkanie zakończyło się porażką Hewitta w trzech setach 2:6, 3:6, 4:6. Po turnieju w Melbourne Hewitt przeszedł operację biodra, podobną do tej z roku 2008.
Do gry powrócił na początku kwietnia, na rozgrywki w Houston, gdzie bronił tytułu wywalczonego z 2009 roku. Rozstawiony z nr 4. Hewitt doszedł do ćwierćfinału mając w I rundzie wolny los, a w kolejnej fazie pokonując Somdeva Devvarmana. Pojedynek o półfinał przegrał z późniejszym triumfatorem rozgrywek, Juanem Ignacio Chelą. Kolejny start z udziałem Australijczyka miał miejsce w Barcelonie. Hewitt doszedł do II rundy, gdzie przegrał z Eduardo Schwankiem. Australijczyk wziął udział również w zawodach deblowych. Wraz z Markiem Knowlesem doszli do finału, w którym przegrali wynikiem 6:4, 3:6, 6-10 z liderami rankingu deblowego, Danielem Nestorem i Nenadem Zimonjiciem. W turnieju rangi ATP World Tour Masters 1000 w Rzymie Hewitt osiągnął II rundę po pokonaniu Michaiła Jużnego; przegrał z Guillermo Garcíą Lópezem. Wielkoszlemowy Roland Garros Hewitt rozpoczął od pokonania w trzech setach Jérémy’ego Chardy’ego. W II rundzie po pięciosetowym pojedynku wyeliminował Denisa Istomina, a w meczu o 1/8 finału zmierzył się z Rafaelem Nadalem, który wygrał spotkanie wynikiem 3:6, 4:6, 3:6.
Sezon gry na kortach trawiastych Hewitt rozpoczął od swojego premierowego występu w Halle. Hewitt rozstawiony z nr 8. osiągnął swój pierwszy w sezonie singlowy finał, eliminując odpowiednio bez straty seta Petera Luczaka, Thiemo de Bakkera, Andreasa Becka. W półfinale po trzysetowym meczu pokonał Benjamina Beckera, a w finale Rogera Federera wynikiem 3:6, 7:6(4), 6:4. Było to pierwsze zwycięstwo Australijczyka nad Federerem z ich ostatnich piętnastu meczów. Po meczu Australijczyk powiedział:

„To fantastyczne uczucie. Kiedy byś nie grał z Rogerem to gra jest niezwykle trudna. Miałem szczęście że dziś tego dokonałem. Jestem wzruszony że tu jestem i wygrałem kolejny tytuł w swojej karierze tego roku.”

W wielkoszlemowym Wimbledonie Hewitt został rozstawiony z nr 15. Australijczyk doszedł do IV rundy, gdzie uległ Novakowi Đokoviciowi 5:7, 4:6, 6:3, 4:6.
Po Wimbledonie Hewitt wystartował w Atlancie, gdzie przegrał swój pojedynek już w II rundzie z Lukášem Lacko. Następnie Australijczyk zagrał w Waszyngtonie, odpadając z rywalizacji również na II etapie, po porażce z Alejandro Fallą. W trakcie meczu z Fallą Hewitt doznał urazu łydki, która wykluczyła go ze startu w Toronto. Podczas zawodów w Cincinnati Australijczyk doszedł do II rundy. W I fazie wyeliminował Lu Yen-hsuna, natomiast w kolejnym etapie turnieju przegrał w trzech setach z Robinem Söderlingiem. Na kortach Flushing Meadows rozstawiony z nr 32. Hewitt przegrał w I rundzie z Paulem-Henrim Mathieu. Jak się później okazało był to ostatni w sezonie turniej Australijczyka, ponieważ niebawem doznał kolejnej kontuzji, urazu prawej ręki.
Sezon ukończył będąc na 54. miejscu w zestawieniu ATP.

### Sezon 2011
Pomiędzy 2010 a 2011 rokiem w sztabie Australijczyka zaszła zmiana – w miejsce Nathana Healeya nowym szkoleniowcem został Tony Roche, który już po raz drugi trenuje Hewitta. Wcześniej współpracowali ze sobą od lipca 2007 do sierpnia 2009 roku. W połowie stycznia Hewitt wziął udział w Australian Open. W I rundzie zmierzył się z rozstawionym z nr 27. Davidem Nalbandianem. Mecz trwający ponad 4.30 godz. zakończył się porażką Hewitta 6:3, 4:6, 6:3, 6:7(1), 7:9, który w piątym secie nie wykorzystał dwóch piłek meczowych. W lutym doszedł do ćwierćfinału turnieju w San José. Będąc rozstawionym z nr 7. Hewitt pokonał w dwóch pierwszych rundach najpierw Björna Phau i Briana Dabula, a w meczu o półfinał przegrał z Juanem Martínem del Potro. Tego samego miesiąca Australijczyk uzyskał jeszcze jeden ćwierćfinał, w Memphis. Wyeliminował odpowiednio Lu Yen-hsuna oraz Adriana Mannarino; przegrał z Andym Roddickiem.
W marcu, w trakcie trwania turnieju ATP World Tour Masters 1000, w Indian Wells Hewitt odpadł w I rundzie po porażce z Lu Yen-hsunem. Po tych zawodach Hewitt przeszedł operację stopy, a powrót do gry zapowiedział na Roland Garrosa, jednak i na paryskich kortach nie wystąpił, ponieważ doznał kontuzji kostki, na dzień przed rozpoczęciem zawodów.
Po wyleczeniu urazu Hewitt na początku czerwca wystąpił w Halle. Australijczyk doszedł do ćwierćfinału zawodów po wyeliminowaniu Leonardo Mayera i Andreasa Seppiego. Pojedynek o półfinał zakończył się porażką Hewitta z Philippem Kohlschreiberem. Podczas turnieju w Eastbourne Hewitt w meczu I rundy z Olivierem Rochusem poddał mecz przy stanie 6:2, 3:0 dla Rochusa, z powodu urazu stopy. Wimbledon Australijczyk rozpoczął od zwycięskiego pojedynku z Japończykiem Keim Nishikorim. W II rundzie Hewitt zmierzył się z Robinem Söderlingiem, z którym przegrał w pięciu setach.
W połowie lipca Australijczyk zagrał w Atlancie, odpadając z rywalizacji w II rundzie po porażce z Rajeevem Ramem. Później Hewitt wycofał się z planowanego startu w Waszyngtonie z powodu urazu stopy. Pod koniec sierpnia Australijczyk zagrał w Winston-Salem, przegrywając w I rundzie z Blažem Kavčiciem. Po tych zawodach Hewitt wycofał się z US Open, podając jako przyczynę przewlekającą się kontuzję stopy. Jak się później okazało, był to również ostatni rozegrany przez Hewitta turniej w sezonie, a rok 2011 zakończył na 186. miejscu w zestawieniu ATP.

### Sezon 2012

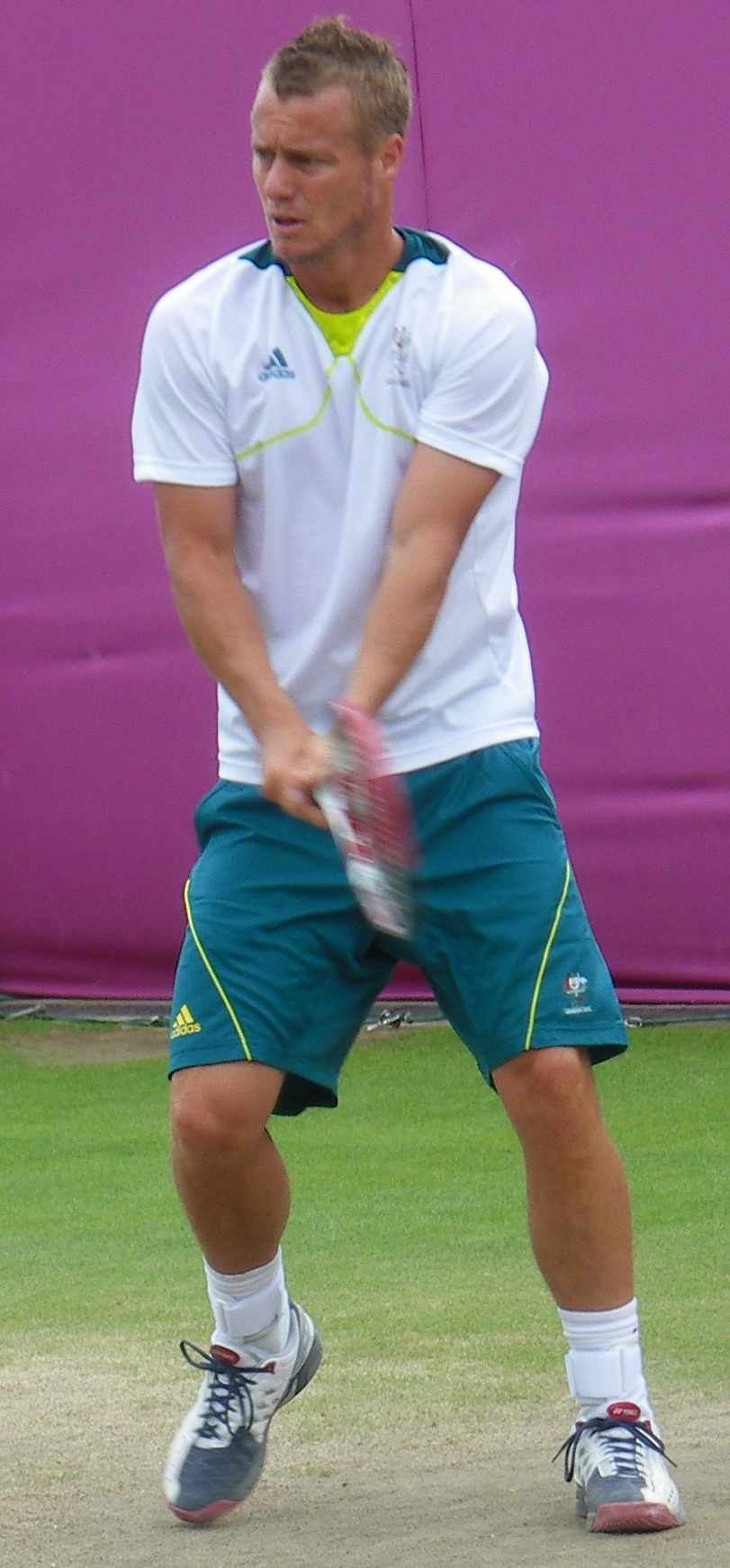
Hewitt podczas igrzysk olimpijskich, 2012

Rok 2012 Hewitt rozpoczął od turnieju w Sydney, gdzie został pokonany w I rundzie przez Viktora Troickiego. Następnie Australijczyk wystartował z dziką kartą w Australian Open, dochodząc do IV rundy, po wyeliminowaniu m.in. Andy’ego Roddicka, z którym nie wygrał od 2005 roku, a także w III rundzie pokonał Milosa Raonicia. Pojedynek o awans do ćwierćfinału zawodów zakończył się porażką Hewitta z Novakiem Đokoviciem 1:6, 3:6, 6:4, 3:6. Po zakończeniu turnieju Hewitt przeszedł operację stopy, która wykluczyła jego starty aż do sezonu połowy sezonu. Sam zawodnik przyznał, że zabieg był niezbędny z powodu bólu jaki doskwierał przy każdym meczu przez ponad dwa lata. Operacja polegała na wstawieniu metalowej płytki na dużego palca u lewej stopy.
Pod koniec maja Hewitt po czteromiesięcznej przerwie wystartował w rozgrywkach ATP World Tour, otrzymując dziką kartę do turnieju Rolanda Garrosa. Australijczyk odpadł jednak z rywalizacji w I rundzie przegrywając w czterech setach z Blažem Kavčiciem.
Rywalizację na kortach trawiastych Hewitt rozpoczął od występu w londyńskim Queen’s Clubie, gdzie odpadł w I rundzie po porażce z Ivo Karloviciem. Na Wimbledonie Australijczyk również poniósł porażkę w I rundzie, a pokonał go Jo-Wilfried Tsonga. W lipcu, jako zawodnik z dziką kartą, Hewitt awansował do finału turnieju w Newport. Był to pierwszy finał Australijczyka po ponad dwóch i pół roku. Pojedynek o mistrzostwo zakończył się przegraną Hewitta z Johnem Isnerem 6:7(1), 3:6.
Tego roku odbyły się również igrzyska olimpijskie w Londynie. Hewitt zagrał w singlu, dochodząc do III rundy. Wyeliminował po drodze Serhija Stachowskiego oraz Marina Čilicia, a odpadł z Novakiem Đokoviciem. We wrześniu, na US Open Australijczyk osiągnął III rundę, po pokonaniu Tobiasa Kamke oraz po pięciosetowym zwycięstwie z Gilles’em Müllerem. Spotkanie o awans do dalszej rundy Hewitt przegrał z Davidem Ferrerem.
W połowie października Hewitt doszedł do ćwierćfinału w Sztokholmie ponosząc porażkę z Nicolásem Almagro. Ostatni w sezonie turniej z udziałem Australijczyka odbył się w Walencji, gdzie pokonał w I rundzie Juana Mónaco. W dalszej rundzie uległ Ivanowi Dodigowi.
Sezon 2012 Australijczyk zakończył będąc na 83. miejscu w klasyfikacji singlowej.

### Sezon 2013
Pierwszy turniej w 2013 roku Hewitt zagrał w Brisbane, dochodząc do II rundy. Najpierw pokonał Igora Kunicyna, a w następnej rundzie nie sprostał Denisowi Istominowi. Na Australian Open Hewitt został wyeliminowany w I rundzie, po trzysetowej porażce, przez Janko Tipsarevicia. W połowie lutego zawodnik zagrał w San José awansując do finału gry podwójnej, w parze z Marinko Matoševiciem. W ćwierćfinale wygrali z czołowym deblem w rankingu, Bobem i Mikiem Bryanami, jednak w finale ulegli 0:6, 7:6(5), 4-10 Xavierowi Malisse i Frankowi Moserowi.
Podczas wielkoszlemowego Rolanda Garrosa zawodnik australijski został wyeliminowany w I rundzie przez Gilles’a Simona po porażce 6:3, 6:1, 4:6, 1:6, 5:7.
Na nawierzchni trawiastej pierwszy w sezonie turniej Hewitt zagrał w Londynie (Queen’s). Australijczyk odniósł w zawodach cztery zwycięskie pojedynki, m.in. w ćwierćfinałowym meczu 6:2, 2:6, 6:2 z Juanem Martínem del Potro i osiągnął półfinał, w którym zmierzył się z Marinem Čiliciem. Spotkanie, przerywane przez opady deszczu, wygrał Čilić 6:4, 4:6, 6:2. Wimbledon tenisista australijski rozpoczął od zwycięstwa nad Stanislasem Wawrinką. W dalszej rundzie zmierzył się z Dustinem Brownem ponosząc porażkę w czterech setach. Po tych zawodach Hewitt zagrał w Newport, dochodząc po raz drugi z rzędu do finału. Wyeliminował m.in. w półfinale Johna Isnera, natomiast w finale nie sprostał Nicolasowi Mahutowi przegrywając 7:5, 5:7, 3:6.
US Open Series Hewitt zaczął od występu w Atlancie, gdzie doszedł do półfinału, w którym przegrał z Johnem Isnerem. Na US Open Hewitt dotarł do IV rundy. Odniósł zwycięstwa z Brianem Bakerem, Juanem Martínem del Potro i Jewgienijem Donskojem. Odpadł po porażce 3:6, 6:3, 7:6(3), 4:6, 5:7 z Michaiłem Jużnym.
Rok 2013 Australijczyk zakończył jako 60. tenisista na świecie.

### Sezon 2014
Pierwsze zawody w sezonie Hewitt zagrał w Brisbane, odnosząc 29 zwycięstwo turniejowe w karierze, a pierwsze w Australii od 2005 roku, gdy był najlepszy w Sydney. W drodze po trofeum wyeliminował m.in. Feliciano Lópeza, Keiego Nishikoriiego oraz w finale Rogera Federera. Dla Hewitta była to 9 wygrana nad Federerem z rozegranych 27 meczów. Z turnieju wielkoszlemowego w Melbourne odpadł w I rundzie pokonany 6:7(4), 3:6, 7:5, 7:5, 5:7 przez Andreasa Seppiego.
W połowie lutego Australijczyk doszedł do ćwierćfinału w Memphis, a wyeliminował go Michael Russell. Z zawodów ATP World Tour Masters 1000 w Indian Wells i w Miami Hewitt odpadał w II rundach.
Na kortach ziemnych tenisista australijski podczas Rolanda Garrosa przegrał w I rundzie 6:3, 2:6, 1:6, 4:6 z Carlosem Berlocqiem.
Na nawierzchni trawiastej Hewitt osiągnął drugą rundę Wimbledonu w grze pojedynczej, w której przegrał z Jerzym Janowiczem 5:7, 4:6, 7:6(7), 6:4, 3:6. W grze podwójnej awansował do trzeciej rundy. Na kortach w Newport po raz trzeci z rzędu awansował do finału gry pojedynczej, tym razem zwyciężył w nim z Ivo Karloviciem 6:3, 6:7(4), 7:6(3). Odniósł też triumf w rywalizacji deblowej, razem z Chrisem Guccione pokonując debel Jonatan Erlich–Rajeev Ram wynikiem 7:5, 6:4.
Ostatni w sezonie turniej Hewitt zagrał podczas US Open odpadając w I rundzie po porażce z Tomášem Berdychem.

### Sezony 2015 i 2016
W styczniu Hewitt zagrał w Brisbane i Melbourne przegrywając odpowiednio w I i II rundzie. Po turnieju Australian Open Hewitt ogłosił, że jego ostatni start w karierze będzie miał miejsce podczas Australian Open 2016. Hewitt także od sezonu 2016 ma objąć posadę kapitana reprezentacji Australii w Pucharze Davisa.
Z udziału w turniejach rozgrywanych na podłożu ziemnym Australijczyk zrezygnował, a na nawierzchni trawiastej wystąpił w ’s-Hertogenbosch, Londynie (Queen’s) i Wimbledonie ponosząc porażki w I rundach.
W sierpniu Hewitt został trenerem-konsultantem Nicka Kyrgiosa i Thanasiego Kokkinakisa.
Na Australian Open w 2016 awansował do II rundy singla i III rundy debla. Jednak nie był to ostatni turniej z udziałem Hewitta. Zagrał jeszcze na Wimbledonie w deblu i doszedł do II rundy wspólnie z Jordanem Thompsonem. Australijski debel najpierw pokonał 6:7(6), 6:4, 19–17 parę Nicolás Almagro–David Marrero broniąc 8 piłek meczowych. W II rundzie Hewitt i Thompson ulegli 4:6, 4:6 Vaskowi Pospisilowi i Jackowi Sockowi.

### Rozgrywki międzypaństwowe
(Puchar Davisa, Drużynowy Puchar Świata w tenisie ziemnym, Puchar Hopmana)
Do reprezentacji daviscupowej po raz pierwszy Hewitt otrzymał powołanie w lipcu 1999 roku na mecze ćwierćfinałowe przeciwko zespołowi USA. W swoim debiutanckim spotkaniu pokonał 6:4, 6:7(1), 6:3, 6:0 Todd Martina, a w kolejnym Alexa O’Briena 7:5, 6:4. W 1/2 finału rywalami Australijczyków byli Rosjanie. Hewitt wygrał oba swoje spotkania (z Maratem Safinem i Jewgienijem Kafielnikowem), a jego drużyna wygrała konfrontację 4:1. W finale Australia pokonała Francję 3:2, zdobywając tym samym pierwszy raz od roku 1986 tytuł. Oba swoje pojedynki Hewitt przegrał, najpierw z Cédricem Pioline, a potem z Sébastienem Grosjeanem.
W edycji z roku 2000 awansował z reprezentacją do finału eliminując Szwajcarię, Niemcy i Brazylię. W finałowej rundzie przeciwnikami Australijczyków byli Hiszpanie. Rywalizacja zakończyła się zwycięstwem tenisistów z Półwyspu Iberyjskiego 3:1, a jedyny punkt dla swojej drużyny zdobył Hewitt, pokonując 3:6, 6:1, 2:6, 6:4, 6:4 Alberta Costę.
W 2001 roku Hewitt i jego zespół doszli po raz kolejny do finału rozgrywek. Australijczycy wyeliminowali odpowiednio Ekwador, Brazylię przeciwko której Hewitt wystąpił po raz pierwszy w deblu oraz Szwecję. W finale, przeciwko Francji, pokonał Sébastiena Grosjeana 6:3, 6:2, 6:3, a przegrał z Nicolasem Escudé oraz w grze podwójnej (w parze z Patrickem Rafterem) z duetem Cédric Pioline-Fabrice Santoro. Ostatecznie Francuzi wygrali 3:2.
Drugi triumf w rozgrywkach Hewitt odniósł w 2003 roku, nie przegrywając w drodze po tytuł żadnego meczu. Jego reprezentacja pokonała Wielką Brytanię, Szwecję, Szwajcarię, a w finale Hiszpanię, przeciwko, której Hewitt pokonał Juana Carlosa Ferrero 3:6, 6:3, 3:6, 7:6(0) 6:2.
W sezonie 2004 australijska drużyna przegrała w I rundzie ze Szwecją 1:4. Swój pojedynek Hewitt zakończył zwycięstwem nad Robinem Söderlingiem. Aby utrzymać się w tzw. grupie światowej Australijczycy musieli wygrać w play-offach z Marokiem. Hewitt pokonał w trzech setach Mehdiego Tahiriego, a jego zespół ostatecznie wygrał 4:1.
Podczas rozgrywek w 2005 roku doszedł do ćwierćfinału, w którym Australia uległa Argentynie 1:4. Hewitt rozegrał trzy spotkania, najpierw pokonując Guillermo Corię, a potem przegrywając z Davidem Nalbandianem i w grze podwójnej z parą David Nalbandian-Mariano Puerta. W kolejnym roku osiągnął półfinał, gdzie ponownie lepsi okazali się być Argentyńczycy, wygrywając konfrontację 5:0 (Hewitt przegrał mecz z José Acasuso).
W edycji z 2007 roku Australijczycy przegrali w I rundzie z Belgią 2:3 (Hewitt pokonał w singlu Oliviera Rochusa oraz w deblu parę Olivier Rochus-Kristof Vliegen, a przegrał mecz singlowy z Kristofem Vliegenem). W play-offach o utrzymanie w gronie najlepszych drużyn, reprezentacja Australii nie sprostała Serbii, przegrywając 1:4. Tym samym zespół Hewitta spadł do niższej klasy rozgrywek, Strefy Azja/Oceania.
W roku 2008 Hewitt awansował do ćwierćfinału Strefy Azja/Oceania, pokonując Chińskie Tajpej 4:1 oraz Tajlandię 5:0. W dalszej fazie rozgrywek nie wystąpił z powodu kontuzji biodra.
W 2010 roku Australia wraz z Hewittem była bliska powrotu do grupy światowej, po wcześniejszym zwycięstwie nad Tajlandią 5:0. W play-offach o awans do najwyższej klasy rozgrywek Australijczycy zmierzyli się z Belgią, z którą jednak przegrali 2:3. Hewitt w swoim singlowym meczu pokonał Rubena Bemelmansa, a w deblu razem z Paulem Hanleyem parę Olivier Rochus-Ruben Bemelmans.
W połowie lipca 2011 roku Hewitt wystartował w Pucharze Davisa przeciwko Chinom, prowadząc zespół do wygrania zmagań 3:1. W połowie września Australijczycy zmierzyli się ze Szwajcarią w barażach o awans do grupy światowej. Hewitt najpierw zmierzył się z Rogerem Federerem, ponosząc porażkę w czterech setach. Następnie zagrał w zwycięskim spotkaniu deblowym razem z Chrisem Guccionem przeciwko Rogerowi Federerowi i Stanislasowi Wawrince. Ostatni pojedynek, który miał wyłonić zwycięzcę rywalizacji zakończył się porażką Hewitta w pięciu setach ze Stanislasem Wawrinką.
W 2012 roku Hewitt w lutym zagrał przeciwko Chinom zdobywając dla drużyny dwa punkty w zwycięskiej rywalizacji 5:0. We wrześniu Australia zagrała w barażach o awans do grupy światowej przeciwko Niemcom, którzy triumfowali 3:2. Hewitt poniósł dwie porażki singlowe, z Florianem Mayerem i Cedrikiem-Marcelem Stebe, a w deblu zdobył w parze z Chrisem Guccionem punkt po wygranej nad Benjaminem Beckerem i Philippem Petzschnerem.
Podczas edycji turnieju z 2013 Hewitt i reprezentacja Australii wywalczyła awans do grupy światowej eliminując Tajwan, Uzbekistan i w play-off Polskę. Hewitt zagrał łącznie w 4 zwycięskich meczach, 2 w singlu i 2 w deblu.
W 2014 Australia przegrała rywalizację I rundy grupy światowej z Francją, a Hewitt poniósł 2 porażki, po 1 w singlu i deblu. W play-off o utrzymanie w elicie Australia pokonała Uzbekistan, natomiast Hewitt zdobył po punkcie w grze pojedynczej i grze podwójnej.
W sezonie 2015 Australia osiągnęła półfinał Pucharu Davisa. W ćwierćfinale przeciwko Kazachstanowi Hewitt zdobył decydujący punkt o awansie pokonując Ołeksandra Nedowiesowa. Półfinałową rundę z Wielką Brytanią Australia przegrała 2:3, a Hewitt zagrał w zakończonym porażką meczu gry podwójnej.
Po raz ostatni Hewitt zagrał w turnieju o Puchar Davisa w meczu gry podwójnej I rundy grupy światowej przeciwko Stanom Zjednoczonym, już jako kapitan reprezentacji. Wspólnie z Johnem Peersem przegrał z Bobem i Mikiem Bryanami 3:6, 3:6, 6:4, 6:4, 3:6, a do kolejnej rundy przeszli Amerykanie po zwycięstwie 3:1.
W Drużynowym pucharze świata zatriumfował w 2001 roku, będąc w zespole ze Scottem Draperem, Wayne’em Arthursem oraz Patrickiem Rafterem. W finale Australijczycy pokonali reprezentację Rosji 2:1.
W Pucharze Hopmana, turnieju uznawanego za nieoficjalne mistrzostwa świata zespołów mieszanych, Hewitt doszedł do finału w roku 2003, grając w parze z Alicią Molik, eliminując Czechy, Włochy i Słowację. W finale rywalami Hewitta i Molik byli Amerykanie, Serena Williams i James Blake. Rywalizacja zakończyła się wynikiem 3:0 dla USA. Hewitt przegrał 3:6, 4:6 z Blakiem, Molik z Sereną Williams, a w deblu para amerykańska okazała się być lepsza od Australijczyków.

## Życie prywatne

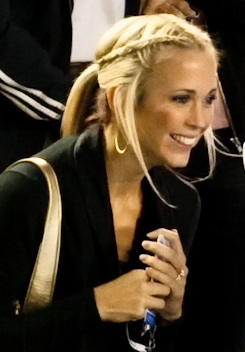
Bec Cartwright

Jest synem Cherilyn Rumball i Glynna Hewittow. Matka była nauczycielką wychowania fizycznego, a ojciec – piłkarzem. Ma młodszą siostrę, Jaslyn. Po raz pierwszy zetknął się z tenisem w wieku trzech lat. Prócz sukcesów na kortach tenisowych aktywnie wspiera osoby poszkodowane. m.in. Charles J. Lyons, wyróżnił kilku graczy (również Hewitta), którzy poprzez występ w turnieju gwiazd nazwanym „Gramy o lepsze jutro”, przeznaczyli dochód finansowy na pomoc ofiarom Tsunami.
W przeszłości związany był z tenisistką belgijską, Kim Clijsters. Poznali się na przyjęciu u Patricka Raftera w 2000. Rozstali się jesienią 2004, krótko przed planowanym ślubem, który miał się odbyć w lutym 2005.
Krótko po rozłące z Clijsters zaczął spotykać się z australijską aktorką Bec Cartwright. 31 stycznia 2005 para zaręczyła się, a 21 lipca 2005 wzięli ślub w Sydney Opera House. Mają troje dzieci, Mię Rebeckę (ur. 2005), Cruza Lleytona (ur. 2008) i Avę Sydney (ur. 2010).
W wolnym czasie lubi grać golfa oraz oglądać Futbol australijski (jego ulubiony zespół to Adelaide Crows). Ponadto chętnie biega po wydmach piaskowych oraz jest fanem filmów z udziałem Sylvestra Stallone, grającego pięściarza, Rocky'ego Balboę.
W 2016 został nagrodzony Orderem Australii za „zasługi w tenisie”.
Na kortach tenisowych łącznie zarobił 20 787 586 dolarów amerykańskich.

## Statystyki

### Finały turniejów wielkoszlemowych

#### Gra pojedyncza (2–2)
| Końcowy wynik | Rok  | Turniej         | Nawierzchnia | Przeciwnik       | Wynik finału       |
| Zwycięzca     | 2001 | US Open         | Twarda       | Pete Sampras     | 7:6(4), 6:1, 6:1   |
| Zwycięzca     | 2002 | Wimbledon       | Trawiasta    | David Nalbandian | 6:1, 6:3, 6:2      |
| Finalista     | 2004 | US Open         | Twarda       | Roger Federer    | 0:6, 6:7(3), 0:6   |
| Finalista     | 2005 | Australian Open | Twarda       | Marat Safin      | 6:1, 3:6, 4:6, 4:6 |

#### Gra podwójna (1–0)
| Końcowy wynik | Rok  | Turniej | Nawierzchnia | Partner    | Przeciwnicy w finale      | Wynik finału     |
| Zwycięzca     | 2000 | US Open | Twarda       | Maks Mirny | Ellis Ferreira Rick Leach | 6:4, 5:7, 7:6(5) |

### Finały turnieju Tennis Masters Cup

#### Gra pojedyncza (2–1)
| Końcowy wynik | Rok  | Turniej  | Nawierzchnia  | Przeciwnik          | Wynik finału            |
| Zwycięzca     | 2001 | Sydney   | Twarda (hala) | Sébastien Grosjean  | 6:3, 6:3, 6:4           |
| Zwycięzca     | 2002 | Szanghaj | Twarda (hala) | Juan Carlos Ferrero | 7:5, 7:5, 2:6, 2:6, 6:4 |
| Finalista     | 2004 | Houston  | Twarda        | Roger Federer       | 3:6, 2:6                |

### Finały turniejów ATP World Tour Masters 1000

#### Gra pojedyncza (2–5)
| Końcowy wynik | Rok  | Turniej          | Nawierzchnia    | Przeciwnik      | Wynik finału                     |
| Finalista     | 2000 | Stuttgart        | Twarda (hala)   | Wayne Ferreira  | 6:7(6), 6:3, 7:6(5), 6:7(2), 2:6 |
| Zwycięzca     | 2002 | Indian Wells (1) | Twarda          | Tim Henman      | 6:1, 6:2                         |
| Finalista     | 2002 | Cincinnati       | Twarda          | Carlos Moyá     | 5:7, 6:7(5)                      |
| Finalista     | 2002 | Paryż            | Dywanowa (hala) | Marat Safin     | 6:7(4), 0:6, 4:6                 |
| Zwycięzca     | 2003 | Indian Wells (2) | Twarda          | Gustavo Kuerten | 6:1, 6:1                         |
| Finalista     | 2004 | Cincinnati       | Twarda          | Andre Agassi    | 3:6, 6:3, 2:6                    |
| Finalista     | 2005 | Indian Wells     | Twarda          | Roger Federer   | 2:6, 4:6, 4:6                    |

### Finały w turniejach ATP World Tour

#### Gra pojedyncza (30–16)
| Legenda                                                  |
| Wielki Szlem (2–2)                                       |
| Igrzyska olimpijskie (0–0)                               |
| Tennis Masters Cup / ATP World Tour Finals (2–1)         |
| ATP Masters Series / ATP World Tour Masters 1000 (2–5)   |
| ATP International Series Gold / ATP World Tour 500 (2–0) |
| ATP International Series / ATP World Tour 250 (22–10)    |

| Wygrane według nawierzchni |
| Twarda (20–12)             |
| Ceglana (2–0)              |
| Trawiasta (8–2)            |
| Dywanowa (0–2)             |

| Końcowy wynik | Nr  | Data                 | Turniej                          | Nawierzchnia    | Przeciwnik          | Wynik finału                     |
| Zwycięzca     | 1.  | 12 stycznia 1998     | Adelaide (1)                     | Twarda          | Jason Stoltenberg   | 3:6, 6:3, 7:6(4)                 |
| Finalista     | 1.  | 11 stycznia 1999     | Adelaide                         | Twarda          | Thomas Enqvist      | 6:4, 1:6, 2:6                    |
| Finalista     | 2.  | 8 marca 1999         | Scottsdale                       | Twarda          | Jan-Michael Gambill | 6:7(2), 6:4, 4:6                 |
| Zwycięzca     | 2.  | 9 maja 1999          | Delray Beach                     | Ceglana         | Xavier Malisse      | 6:4, 6:7(2), 6:1                 |
| Finalista     | 3.  | 25 października 1999 | Lyon                             | Dywanowa (hala) | Nicolás Lapentti    | 3:6, 2:6                         |
| Zwycięzca     | 3.  | 10 stycznia 2000     | Adelaide (2)                     | Twarda          | Thomas Enqvist      | 3:6, 6:3, 6:2                    |
| Zwycięzca     | 4.  | 16 stycznia 2000     | Sydney (1)                       | Twarda          | Jason Stoltenberg   | 6:4, 6:0                         |
| Zwycięzca     | 5.  | 13 marca 2000        | Scottsdale (1)                   | Twarda          | Tim Henman          | 6:4, 7:6(2)                      |
| Zwycięzca     | 6.  | 18 czerwca 2000      | Londyn (Queen’s) (1)             | Trawiasta       | Pete Sampras        | 6:4, 6:4                         |
| Finalista     | 4.  | 5 listopada 2000     | Stuttgart                        | Twarda (hala)   | Wayne Ferreira      | 6:7(6), 6:3, 7:6(5), 6:7(2), 2:6 |
| Zwycięzca     | 7.  | 14 stycznia 2001     | Sydney (2)                       | Twarda          | Magnus Norman       | 6:4, 6:1                         |
| Zwycięzca     | 8.  | 17 czerwca 2001      | Londyn (Queen’s) (2)             | Trawiasta       | Tim Henman          | 7:6(3), 7:6(3)                   |
| Zwycięzca     | 9.  | 24 czerwca 2001      | ’s-Hertogenbosch                 | Trawiasta       | Guillermo Cañas     | 6:3, 6:4                         |
| Zwycięzca     | 10. | 9 września 2001      | US Open, Nowy Jork               | Twarda          | Pete Sampras        | 7:6(4), 6:1, 6:1                 |
| Zwycięzca     | 11. | 7 października 2001  | Tokio                            | Twarda          | Michel Kratochvil   | 6:4, 6:2                         |
| Zwycięzca     | 12. | 18 listopada 2001    | Tennis Masters Cup, Sydney (1)   | Twarda (hala)   | Sébastien Grosjean  | 6:3, 6:3, 6:4                    |
| Zwycięzca     | 13. | 3 marca 2002         | San José                         | Twarda (hala)   | Andre Agassi        | 4:6, 7:6(6), 7:6(4)              |
| Zwycięzca     | 14. | 17 marca 2002        | Indian Wells (1)                 | Twarda          | Tim Henman          | 6:1, 6:2                         |
| Zwycięzca     | 15. | 16 czerwca 2002      | Londyn (Queen’s) (3)             | Trawiasta       | Tim Henman          | 4:6, 6:1, 6:4                    |
| Zwycięzca     | 16. | 7 lipca 2002         | Wimbledon, Londyn                | Trawiasta       | David Nalbandian    | 6:1, 6:3, 6:2                    |
| Finalista     | 5.  | 11 sierpnia 2002     | Cincinnati                       | Twarda          | Carlos Moyá         | 5:7, 6:7(5)                      |
| Finalista     | 6.  | 3 listopada 2002     | Paryż                            | Dywanowa (hala) | Marat Safin         | 6:7(4), 0:6, 4:6                 |
| Zwycięzca     | 17. | 17 listopada 2002    | Tennis Masters Cup, Szanghaj (2) | Twarda (hala)   | Juan Carlos Ferrero | 7:5, 7:5, 2:6, 2:6, 6:4          |
| Zwycięzca     | 18. | 9 marca 2003         | Scottsdale (2)                   | Twarda          | Mark Philippoussis  | 6:4, 6:4                         |
| Zwycięzca     | 19. | 16 marca 2003        | Indian Wells (2)                 | Twarda          | Gustavo Kuerten     | 6:1, 6:1                         |
| Finalista     | 7.  | 3 sierpnia 2003      | Los Angeles                      | Twarda          | Wayne Ferreira      | 3:6, 6:5, 5:7                    |
| Zwycięzca     | 20. | 18 stycznia 2004     | Sydney (3)                       | Twarda          | Carlos Moyá         | 4:3 krecz                        |
| Zwycięzca     | 21. | 22 lutego 2004       | Rotterdam                        | Twarda (hala)   | Juan Carlos Ferrero | 6:7(1), 7:5, 6:4                 |
| Finalista     | 8.  | 8 sierpnia 2004      | Cincinnati                       | Twarda          | Andre Agassi        | 3:6, 6:3, 2:6                    |
| Zwycięzca     | 22. | 22 sierpnia 2004     | Waszyngton                       | Twarda          | Gilles Müller       | 6:3, 6:4                         |
| Zwycięzca     | 23. | 29 sierpnia 2004     | Long Island                      | Twarda          | Luis Horna          | 6:3, 6:1                         |
| Finalista     | 9.  | 12 września 2004     | US Open, Nowy Jork               | Twarda          | Roger Federer       | 0:6, 6:7(3), 0:6                 |
| Finalista     | 10. | 21 listopada 2004    | Tennis Masters Cup, Houston      | Twarda          | Roger Federer       | 3:6, 2:6                         |
| Zwycięzca     | 24. | 16 stycznia 2005     | Sydney (4)                       | Twarda          | Ivo Minář           | 7:5, 6:0                         |
| Finalista     | 11. | 30 stycznia 2005     | Australian Open, Melbourne       | Twarda          | Marat Safin         | 6:1, 3:6, 4:6, 4:6               |
| Finalista     | 12. | 20 marca 2005        | Indian Wells                     | Twarda          | Roger Federer       | 2:6, 4:6, 4:6                    |
| Finalista     | 13. | 19 lutego 2006       | San José                         | Twarda (hala)   | Andy Murray         | 6:2, 1:6, 6:7(3)                 |
| Finalista     | 14. | 5 marca 2006         | Las Vegas                        | Twarda          | James Blake         | 5:7, 6:2, 3:6                    |
| Zwycięzca     | 25. | 18 czerwca 2006      | Londyn (Queen’s) (4)             | Trawiasta       | James Blake         | 6:4, 6:4                         |
| Zwycięzca     | 26. | 4 marca 2007         | Las Vegas (3)                    | Twarda          | Jürgen Melzer       | 6:4, 7:6(10)                     |
| Zwycięzca     | 27. | 12 kwietnia 2009     | Houston                          | Ceglana         | Wayne Odesnik       | 6:2, 7:5                         |
| Zwycięzca     | 28. | 13 czerwca 2010      | Halle                            | Trawiasta       | Roger Federer       | 3:6, 7:6(4), 6:4                 |
| Finalista     | 15. | 17 lipca 2012        | Newport                          | Trawiasta       | John Isner          | 6:7(1), 3:6                      |
| Finalista     | 16. | 14 lipca 2013        | Newport                          | Trawiasta       | Nicolas Mahut       | 7:5, 5:7, 3:6                    |
| Zwycięzca     | 29. | 5 stycznia 2014      | Brisbane                         | Twarda          | Roger Federer       | 6:1, 4:6, 6:3                    |
| Zwycięzca     | 30. | 13 lipca 2014        | Newport                          | Trawiasta       | Ivo Karlović        | 6:3, 6:7(4), 7:6(3)              |

#### Gra podwójna (3–5)
| Legenda                                                  |
| Wielki Szlem (1–0)                                       |
| Igrzyska olimpijskie (0–0)                               |
| Tennis Masters Cup / ATP World Tour Finals (0–0)         |
| ATP Masters Series / ATP World Tour Masters 1000 (0–0)   |
| ATP International Series Gold / ATP World Tour 500 (1–1) |
| ATP International Series / ATP World Tour 250 (1–4)      |

| Wygrane według nawierzchni |
| Twarda (2–4)               |
| Ceglana (0–1)              |
| Trawiasta (1–0)            |
| Dywanowa (0–0)             |

| Końcowy wynik | Nr | Data             | Turniej            | Nawierzchnia  | Partner            | Przeciwnicy w finale           | Wynik finału        |
| Finalista     | 1. | 10 stycznia 2000 | Adelaide           | Twarda        | Sandon Stolle      | Todd Woodbridge Mark Woodforde | 4:6, 2:6            |
| Finalista     | 2. | 16 stycznia 2000 | Sydney             | Twarda        | Sandon Stolle      | Todd Woodbridge Mark Woodforde | 5:7, 4:6            |
| Zwycięzca     | 1. | 20 sierpnia 2000 | Indianapolis       | Twarda        | Sandon Stolle      | Jonas Björkman Maks Mirny      | 6:2, 3:6, 6:3       |
| Zwycięzca     | 2. | 8 września 2000  | US Open, Nowy Jork | Twarda        | Maks Mirny         | Ellis Ferreira Rick Leach      | 6:4, 5:7, 7:6(5)    |
| Finalista     | 3. | 9 marca 2003     | Scottsdale         | Twarda        | Mark Philippoussis | James Blake Mark Merklein      | 4:6, 7:6(2), 6:7(5) |
| Finalista     | 4. | 25 kwietnia 2010 | Barcelona          | Ceglana       | Mark Knowles       | Daniel Nestor Nenad Zimonjić   | 6:4, 3:6, 6-10      |
| Finalista     | 5. | 17 lutego 2013   | San José           | Twarda (hala) | Marinko Matošević  | Xavier Malisse Frank Moser     | 0:6, 7:6(5), 4-10   |
| Zwycięzca     | 3. | 13 lipca 2014    | Newport            | Trawiasta     | Chris Guccione     | Jonatan Erlich Rajeev Ram      | 7:5, 6:4            |

### Osiągnięcia w turniejach Wielkiego Szlema i ATP World Tour Masters 1000 (gra pojedyncza)
| Turniej                     | 1997                   | 1998                   | 1999                   | 2000                   | 2001                   | 2002                   | 2003                   | 2004                   | 2005                   | 2006                   | 2007                   | 2008                   | 2009                 | 2010                 | 2011                 | 2012                 | 2013                 | 2014                 | 2015                 | 2016                 | Wygrane turnieje | Bilans w turnieju |
| Wielki Szlem                | Wielki Szlem           | Wielki Szlem           | Wielki Szlem           | Wielki Szlem           | Wielki Szlem           | Wielki Szlem           | Wielki Szlem           | Wielki Szlem           | Wielki Szlem           | Wielki Szlem           | Wielki Szlem           | Wielki Szlem           | Wielki Szlem         | Wielki Szlem         | Wielki Szlem         | Wielki Szlem         | Wielki Szlem         | Wielki Szlem         | Wielki Szlem         | Wielki Szlem         | Wielki Szlem     | Wielki Szlem      |
| --------------------------- | ---------------------- | ---------------------- | ---------------------- | ---------------------- | ---------------------- | ---------------------- | ---------------------- | ---------------------- | ---------------------- | ---------------------- | ---------------------- | ---------------------- | -------------------- | -------------------- | -------------------- | -------------------- | -------------------- | -------------------- | -------------------- | -------------------- | ---------------- | ----------------- |
| Australian Open             | 1R                     | 1R                     | 2R                     | 4R                     | 3R                     | 1R                     | 4R                     | 4R                     | F                      | 2R                     | 3R                     | 4R                     | 1R                   | 4R                   | 1R                   | 4R                   | 1R                   | 1R                   | 2R                   | 1R                   | 0 / 20           | 31–20             |
| French Open                 | –                      | –                      | 1R                     | 4R                     | QF                     | 4R                     | 3R                     | QF                     | –                      | 4R                     | 4R                     | 3R                     | 3R                   | 3R                   | –                    | 1R                   | 1R                   | 1R                   | –                    | –                    | 0 / 14           | 28–14             |
| Wimbledon                   | –                      | –                      | 3R                     | 1R                     | 4R                     | W                      | 1R                     | QF                     | SF                     | QF                     | 4R                     | 4R                     | QF                   | 4R                   | 2R                   | 1R                   | 2R                   | 2R                   | 1R                   | –                    | 1 / 17           | 41–16             |
| US Open                     | –                      | –                      | 3R                     | SF                     | W                      | SF                     | QF                     | F                      | SF                     | QF                     | 2R                     | –                      | 3R                   | 1R                   | –                    | 3R                   | 4R                   | 1R                   | 2R                   | –                    | 1 / 15           | 47–14             |
| Wygrane turnieje            | 0 / 1                  | 0 / 1                  | 0 / 4                  | 0 / 4                  | 1 / 4                  | 1 / 4                  | 0 / 4                  | 0 / 4                  | 0 / 3                  | 0 / 4                  | 0 / 4                  | 0 / 3                  | 0 / 4                | 0 / 4                | 0 / 2                | 0 / 4                | 0 / 4                | 0 / 4                | 0 / 3                | 0 / 1                | 2 / 66           | N/A               |
| Bilans spotkań              | 0–1                    | 0–1                    | 5–4                    | 11–4                   | 16–3                   | 15–3                   | 9–4                    | 17–4                   | 16–3                   | 12–4                   | 9–4                    | 8–3                    | 8–4                  | 8–4                  | 1–2                  | 5–4                  | 4–4                  | 1–4                  | 2–3                  | 0–1                  | N/A              | 147–64            |
| ATP World Tour Finals       |                        |                        |                        |                        |                        |                        |                        |                        |                        |                        |                        |                        |                      |                      |                      |                      |                      |                      |                      |                      |                  |                   |
| ATP World Tour Finals       | –                      | –                      | –                      | RR                     | W                      | W                      | –                      | F                      | –                      | –                      | –                      | –                      | –                    | –                    | –                    | –                    | –                    | –                    | –                    | –                    | 2 / 4            | 13–5              |
| ATP World Tour Masters 1000 |                        |                        |                        |                        |                        |                        |                        |                        |                        |                        |                        |                        |                      |                      |                      |                      |                      |                      |                      |                      |                  |                   |
| Indian Wells                | –                      | 1R                     | 2R                     | 2R                     | SF                     | W                      | W                      | 3R                     | F                      | 3R                     | 2R                     | 4R                     | 2R                   | –                    | 1R                   | –                    | 3R                   | 2R                   | –                    | –                    | 2 / 15           | 30–15             |
| Miami                       | –                      | 1R                     | 2R                     | SF                     | SF                     | SF                     | 2R                     | 3R                     | –                      | 2R                     | –                      | 2R                     | 2R                   | –                    | –                    | –                    | 2R                   | 2R                   | 1R                   | –                    | 0 / 13           | 17–13             |
| Monte Carlo                 | –                      | –                      | –                      | –                      | –                      | 1R                     | –                      | 3R                     | –                      | –                      | –                      | –                      | 1R                   | –                    | –                    | –                    | –                    | –                    | –                    | –                    | 0 / 3            | 2–3               |
| Madryt                      | –                      | –                      | 1R                     | F                      | SF                     | –                      | –                      | –                      | –                      | –                      | –                      | –                      | –                    | –                    | –                    | –                    | –                    | 1R                   | –                    | –                    | 0 / 4            | 7–4               |
| Rzym                        | –                      | –                      | –                      | SF                     | 3R                     | 2R                     | –                      | 2R                     | –                      | –                      | 1R                     | –                      | –                    | 2R                   | –                    | –                    | –                    | –                    | –                    | –                    | 0 / 6            | 9–6               |
| Kanada                      | –                      | –                      | –                      | 2R                     | 2R                     | 1R                     | 2R                     | 3R                     | 1R                     | 2R                     | QF                     | –                      | 1R                   | –                    | –                    | –                    | –                    | 1R                   | –                    | –                    | 0 / 10           | 9–10              |
| Cincinnati                  | –                      | –                      | –                      | 1R                     | SF                     | F                      | 1R                     | F                      | SF                     | –                      | SF                     | –                      | QF                   | 2R                   | –                    | 2R                   | –                    | 2R                   | –                    | –                    | 0 / 11           | 25–11             |
| Szanghaj                    | Nie ATP Masters Series | Nie ATP Masters Series | Nie ATP Masters Series | Nie ATP Masters Series | Nie ATP Masters Series | Nie ATP Masters Series | Nie ATP Masters Series | Nie ATP Masters Series | Nie ATP Masters Series | Nie ATP Masters Series | Nie ATP Masters Series | Nie ATP Masters Series | 2R                   | –                    | –                    | 1R                   | 2R                   | –                    | –                    | –                    | 0 / 3            | 1–3               |
| Paryż                       | –                      | –                      | 3R                     | –                      | 2R                     | F                      | –                      | QF                     | –                      | –                      | –                      | –                      | –                    | –                    | –                    | –                    | –                    | –                    | –                    | –                    | 0 / 4            | 8–4               |
| Hamburg                     | –                      | –                      | –                      | 2R                     | SF                     | QF                     | 3R                     | SF                     | –                      | –                      | SF                     | –                      | Nie ATP Masters 1000 | Nie ATP Masters 1000 | Nie ATP Masters 1000 | Nie ATP Masters 1000 | Nie ATP Masters 1000 | Nie ATP Masters 1000 | Nie ATP Masters 1000 | Nie ATP Masters 1000 | 0 / 6            | 18–6              |
| Wygrane turnieje            | –                      | 0 / 2                  | 0 / 4                  | 0 / 7                  | 0 / 8                  | 1 / 8                  | 1 / 5                  | 0 / 8                  | 0 / 3                  | 0 / 3                  | 0 / 5                  | 0 / 2                  | 0 / 6                | 0 / 2                | 0 / 1                | 0 / 2                | 0 / 3                | 0 / 5                | 0 / 1                | 0 / 0                | 2 / 75           | N/A               |
| Ranking na koniec sezonu    |                        |                        |                        |                        |                        |                        |                        |                        |                        |                        |                        |                        |                      |                      |                      |                      |                      |                      |                      |                      |                  |                   |
|                             | 550                    | 100                    | 24                     | 7                      | 1                      | 1                      | 17                     | 3                      | 4                      | 20                     | 21                     | 67                     | 22                   | 54                   | 186                  | 80                   | 60                   | 50                   | 307                  | 633                  | N/A              | N/A               |

Legenda
     W, wygrał turniej
     F, przegrał w finale
     SF, przegrał w półfinale
     QF, przegrał w ćwierćfinale
     4R, 3R, 2R, 1R przegrał w IV, III, II, I rundzie
     RR, odpadł w fazie grupowej
     –, nie startował w turnieju głównym